# Sport de haut niveau
Vous lisez un « article de qualité » labellisé en 2024.
Ne doit pas être confondu avec Sport professionnel ou Compétition sportive.

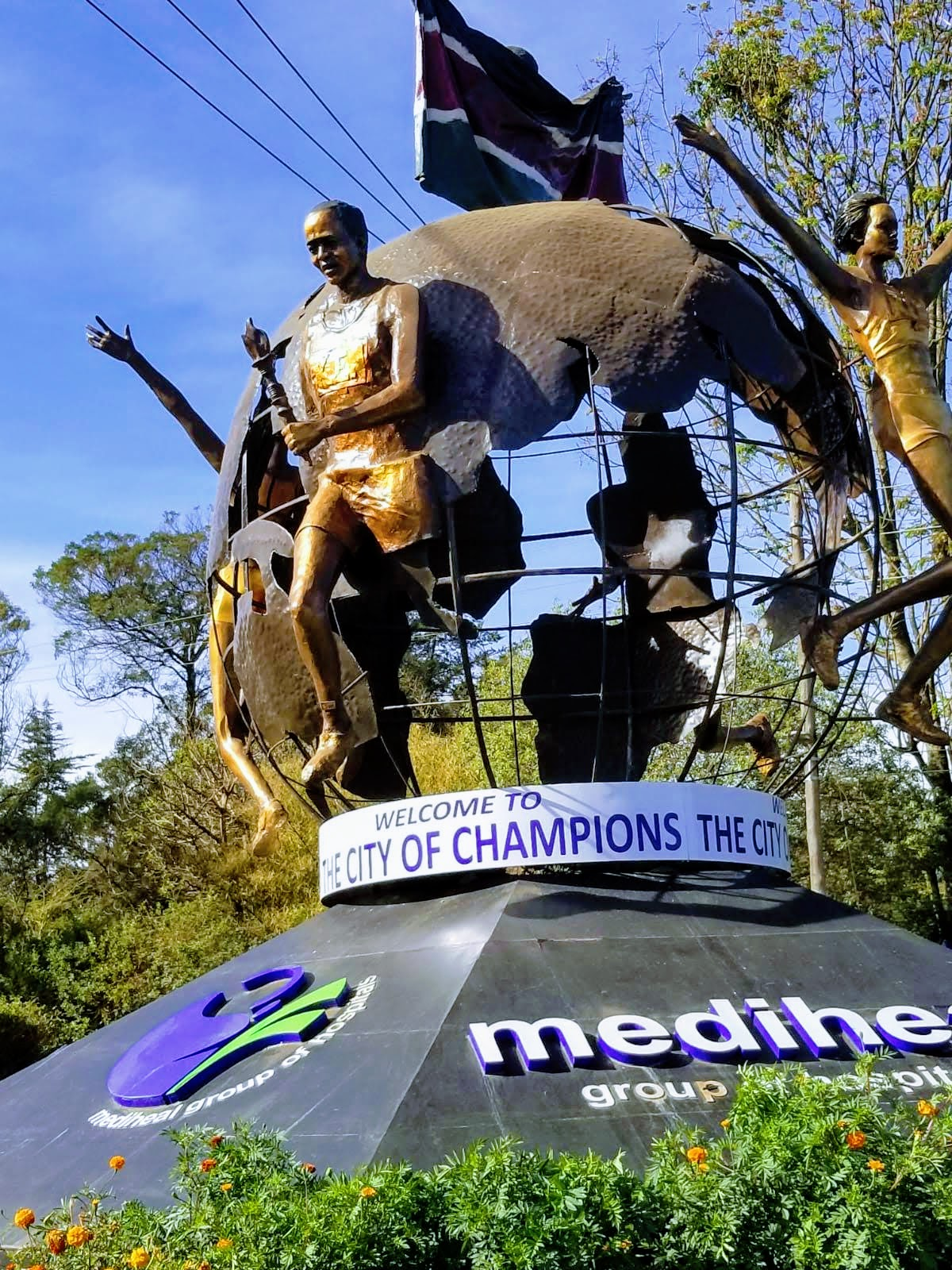
Le monument des champions sportifs à Eldoret.

Le sport de haut niveau, anciennement appelé sport d'élite, est la pratique sportive en compétition à un niveau national ou international. Son seuil est fixé différemment selon les pays, disciplines et fédérations. Privilégiant les compétitions nationales ou internationales dont l'issue n'est pas connue à l'avance, il exclut le sport de loisir, le sport compétitif à niveau local ou régional et les sports scénarisés.
L'origine des sportifs de haut niveau, leur vie quotidienne et la possibilité de pratiquer leur activité de façon rémunérée varient énormément en fonction du sport pratiqué et du pays concerné. Les handisportifs et les sportives de haut niveau sont généralement sous-représentés, numériquement et médiatiquement, dans le paysage de la compétition.
La carrière de sportif de haut niveau commence par une pratique amateur, parfois dès l'enfance dans des centres d'entraînement adaptés, puis par la carrière qui dure le plus souvent entre 10 et 25 ans. Pendant cette période, les sportifs de haut niveau doivent se concentrer sur leur pratique sportive, mais aussi sur d'autres compétences incluant les relations avec les sponsors, la gestion de la visibilité médiatique ou encore la pratique d'un travail à temps partiel pour financer leurs besoins s'ils ne sont pas professionnels. La carrière sportive a un impact sur leur vie quotidienne, comme leur alimentation ou leur vie sociale, ainsi que leur accès aux études. Elle présente aussi des risques physiques et psychologiques.
Après sa carrière, le sportif de haut niveau doit réfléchir à sa reconversion : en fonction de la pratique et de ses compétences, la suite peut se faire dans un domaine proche (journaliste sportif, entraîneur) ou être une reconversion complète.
Le sport de haut niveau peut engendrer des pratiques illégales, entre autres le dopage, mais aussi légales comme l'amélioration de l'équipement ou des stratégies de préparation mentale et physique. Il peut être plus ou moins médiatisé selon le pays et la discipline, et servir d'outil de relations internationales ou être objet de critiques du nationalisme sportif.

## Définition et typologie

### Définition
Le sport de haut niveau désigne la pratique sportive en compétition à un niveau national ou international. Né du concept de sport d'élite, il se définit par opposition au sport de masse ou récréatif, dont le niveau de performance n'est pas un enjeu national. Le terme reste cependant relativement flou en l'absence de législation internationale : en France par exemple, le sport de haut niveau correspond à l'inscription de personnes spécifiques sur des listes limitées aux disciplines soutenues par le ministère des sports. Ces sports et listes ne sont pas les mêmes d'un pays à l'autre.

### Démographie
La démographie d'un sport de haut niveau ne correspond pas forcément à celle du sport de masse correspondant : par exemple, les cyclistes de haut niveau ne sont pas un échantillon représentatif des cyclistes dans leur ensemble.

#### Milieu social
La participation sportive peut être influencée par divers facteurs, y compris l'environnement familial et les caractéristiques démographiques. Par exemple, il est courant de voir des athlètes de haut niveau en équitation provenir de familles qui gèrent des écuries de compétition. En général, ceux qui ont le plus de chances de pratiquer un sport à haut niveau sont ceux qui ont grandi dans un environnement qui les a encouragés à se sentir doués.
Dans le monde du sport professionnel, la proportion d'enfants issus de familles ouvrières et d'employés est plus élevée que dans les sports amateurs. Cependant, même parmi les professionnels, les centres de formation ont tendance à avoir une sur-représentation d'athlètes de haut niveau issus de familles aisées qui privilégient une éducation plus longue. Les sportifs professionnels de haut niveau sont souvent issus de milieux à capital culturel faible, valorisant des formations courtes et professionnalisantes. Cela peut être lié à une valorisation du corps comme instrument, justifiant les sacrifices du haut niveau, et à une plus forte reconnaissance du concept de talent. Cela peut également être lié à des inégalités éducatives, qui poussent à se distinguer par d'autres moyens. Au contraire, les pratiquants amateurs de haut niveau tendent à venir de familles à fort capital culturel, économique et social, dont les parents sont plus diplômés que la moyenne de la population.
Certaines régions géographiques sont prédisposées à fournir des sportifs de haut niveau. Cela peut être dû à des conditions climatiques, comme avec la sur-représentation des nageurs en Californie de Sud, région à forte culture de natation et à météo favorable. Un effet d'agrégation sociale s'ajoute dans certaines régions, comme la Savoie et la Haute-Savoie pour le ski français, ou dans les grands pôles urbains où l'offre des clubs sportifs est plus large et où les infrastructures comme les patinoires et piscines sont plus nombreuses. L'équitation et le football tendent quant à eux à être beaucoup moins pratiqués en centre-ville.

#### Handisport

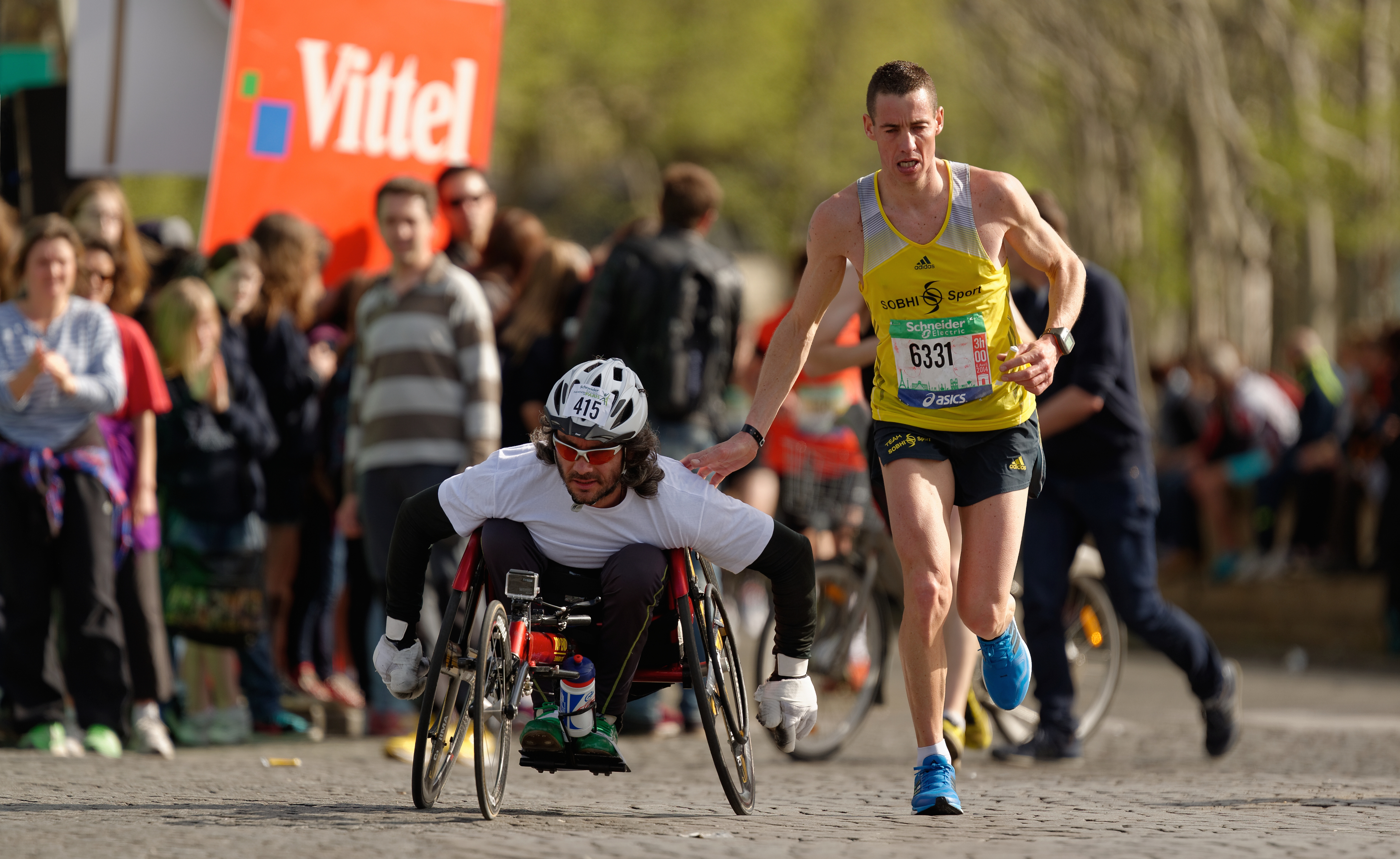
David Bizet participe en fauteuil roulant au Marathon de Paris 2014.

Les événements handisport sont très peu médiatisés, rendant presque impossible le fait de vivre d'une pratique handisport de haut niveau. Les handisportifs de haut niveau se heurtent également à des barrières supplémentaires pour la reconnaissance de leur pratique : en France, par exemple, seuls quelques sports paralympiques sont pris en compte pour l'accès au statut de sportif de haut niveau.
Les Jeux paralympiques et les Jeux olympiques spéciaux sont deux compétitions sportives majeures pour les athlètes handicapés. Les 9e jeux de Stoke-Mandeville ont lieu à Rome en 1960 une semaine après les Jeux olympiques d'été. Ils sont généralement considérés comme les premiers Jeux Paralympiques. Cependant, ce n'est qu'en 1988 que les Jeux paralympiques ont été organisés immédiatement après les Jeux Olympiques et dans la même ville. Les Jeux olympiques spéciaux, réservés aux personnes ayant un handicap mental, sont reconnus par le CIO la même année.
La volatilité des catégories peut mettre terme à une carrière sportive si une catégorie est supprimée. Les femmes sont très minoritaires dans le handisport de haut niveau. Certains sportifs handicapés concourent dans des compétitions prévues pour les personnes valides, comme Natalie du Toit et Martin Hofbauer ; le sport unifié consiste à faire concourir en équipe des personnes valides et porteuses de différents handicaps.

#### Genre

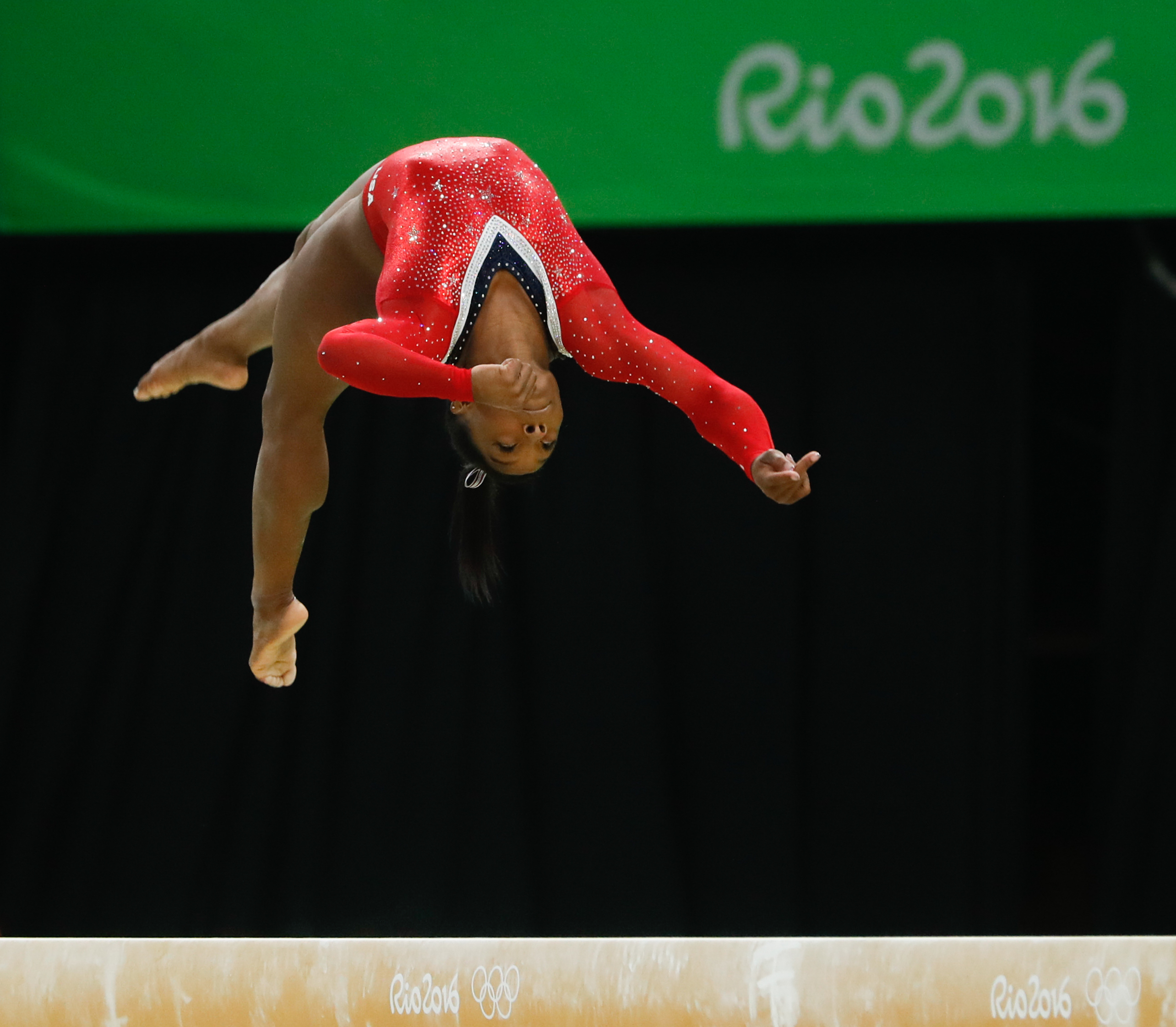
Simone Biles aux épreuves de gymnastique artistique aux Jeux olympiques d'été de 2016.

Dans la plupart des compétitions sportives, les sexes sont séparés. Certaines disciplines sont exclusivement réservées aux hommes ou aux femmes, et certains pays interdisent à ces dernières de pratiquer un sport compétitif. Le développement du sport de haut niveau féminin commence après la réussite des sportives soviétiques aux Jeux olympiques d'été de 1952, après lesquels le monde occidental commence à investir dans les disciplines féminines.
Les Jeux olympiques de 2024 à Paris sont les premiers au cours desquels autant de femmes que d'hommes participent. En général, plus un sport est réglementé et institutionnalisé, moins il y a de femmes qui y participent. Les femmes arbitres, dirigeantes et entraîneuses sont également peu nombreuses. Cette sous-représentation est souvent due à un manque de ressources et de soutien pour surmonter les défis spécifiques auxquels les femmes sont confrontées, comme la maternité. Chez les femmes, et surtout pendant la puberté et dans les sports dits de silhouette ou d'apparence comme la gymnastique, la triade de la femme sportive (anorexie, aménorrhée, ostéoporose) est un risque.
L'inclusion des personnes trans dans le sport est traitée différemment selon le sport concerné et la fédération internationale dont il relève. Les tests de féminité apparaissent dans les années 1970 en réponse au dopage systématique à la testostérone ou aux stéroïdes anabolisants dans les pays de l'Est et sont abolis aux Jeux olympiques d'été de 2000, considérés comme trop chers, peu fiables et néfastes pour les sportives.

### Statut professionnel ou amateur

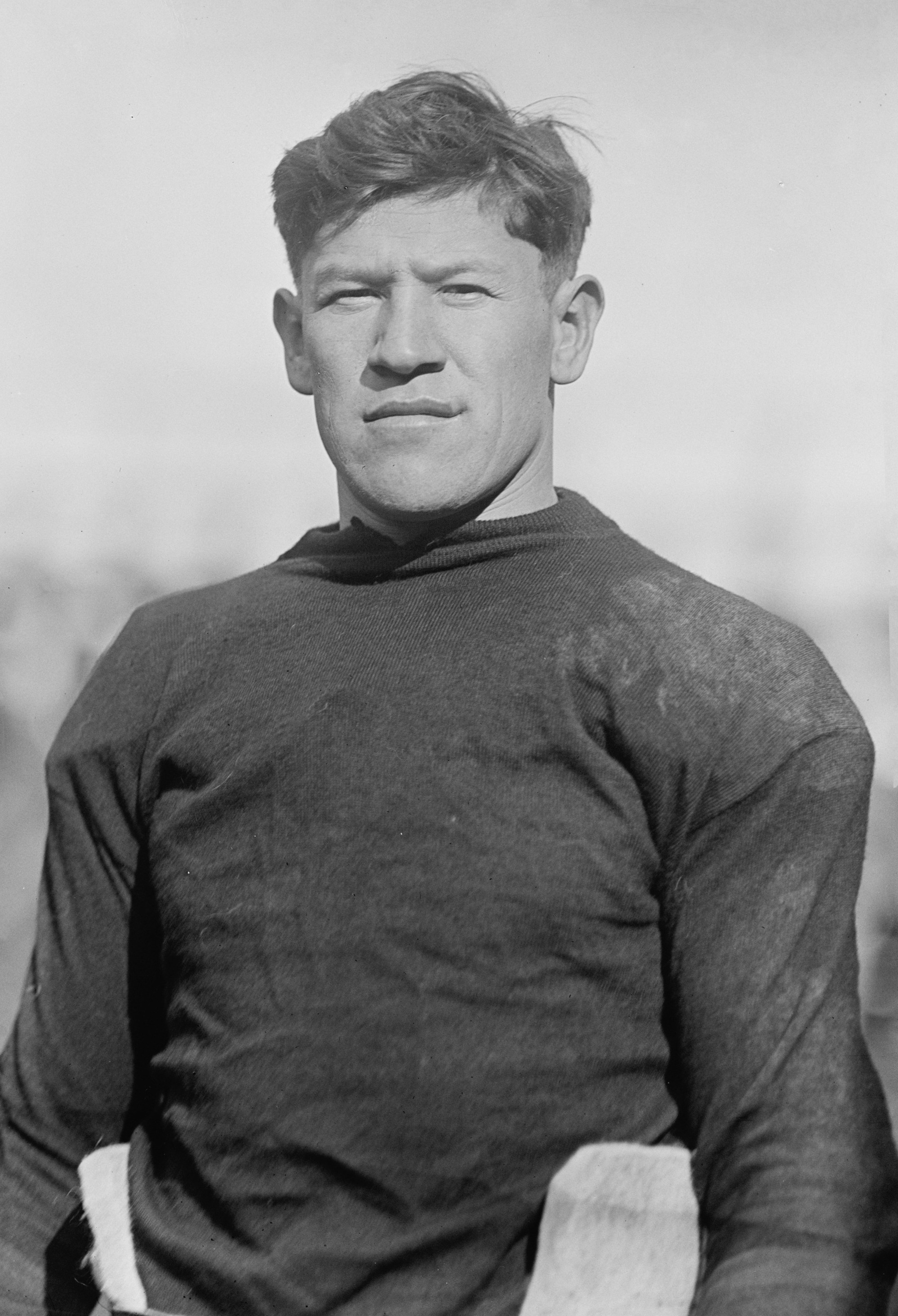
Jim Thorpe, champion de décathlon privé de ses titres olympiques pour amateurisme marron.

Un sportif est dit « professionnel » lorsqu'il reçoit un salaire de son club ou de son sponsor pour pratiquer son sport. Si ce salaire est insuffisant pour vivre, il est « semi-professionnel ». Le statut professionnel, semi-professionnel ou amateur dépend plus du sport pratiqué que du niveau de compétence.
Il existe un grand débat sur l'acceptabilité ou non du sport professionnel. Le fait de ne pas toucher de rémunération pour la pratique peut être vu comme une garantie de probité et de désintéressement ; d'un autre côté, les tenants du sport professionnel font remarquer les revenus élevés de la médiatisation du sport, justifiant d'en reverser une partie aux personnes qui permettent de faire tourner ce secteur économique. Il peut y avoir une dissonance entre les acteurs économiques du sport (médias et sponsors en tête) et les valeurs morales associées à la pratique par le monde sportif.
Le sport universitaire, où les étudiants peuvent toucher des bourses d'études pour leur pratique, et de nombreux sports olympiques requièrent d'être amateur, malgré un niveau de pratique élevé. Dans les sports amateurs, les athlètes peuvent tirer des revenus de leurs résultats sportifs et de contrats de sponsoring, mais ne sont pas salariés par des équipes.

## Historique
Le concept de sport de haut niveau naît au vingtième siècle. Il est d'abord réservé aux élites bourgeoises car les dirigeants sportifs s'opposent au sport professionnel, ce qui donne un avantage significatif aux personnes qui n'ont pas besoin de travailler, ou à des fins de préparation militaire. L'entraînement n'est pas non plus un besoin : ce n'est qu'en 1899 que les scientifiques font le lien entre la taille du cœur et la musculature. Cela commence à changer notamment avec l'utilisation des résultats sportifs par l'Allemagne nazie comme outil de propagande internationale aux Jeux olympiques d'été de 1936, déjà annoncée par l'utilisation des champions de tir et des gymnastes de 1870 à 1914 pour la construction d'une identité allemande. En 1938, Carl Diem, alors directeur de l'institut olympique allemand, publie un article dans Paris-Soir qui définit une différence entre le jeu et la compétition. Certains historiens estiment que le sport compétitif commence à être mis en avant par l'URSS dès les années 1930.
En 1951, le docteur Cureton publie Physical Fitness of Champion athletes, un ouvrage de référence sur la physiologie, la psychologie et la biomécanique, élaborant un modèle théorique universel de la performance sportive.
Le concept tel qu'il est entendu aujourd'hui naît au début de la guerre froide et plus précisément dans les années 1960. Son essor est essentiellement lié à des questions de soft power et de géopolitique par le sport de plus en plus importante, entre autres avec la compétition entre États-Unis et URSS aux Jeux olympiques d'été de 1952 et le boycott massif des Jeux olympiques d'été de 1956. Le sport de haut niveau ne marque donc pas tant un changement des pratiques des sportifs d'élite qu'une implication croissante des acteurs publics dans ce domaine.

Le sport de haut niveau connaît une transformation significative au cours du XXe siècle, notamment en termes de pratiques d'entraînement : de 1950 à 1970, le temps passé en entraînement d'athlétisme est doublé voire triplé pour certaines épreuves. En France, des sports comme l'aviron et la natation passent à deux séances d'entraînement par jour en équipe nationale et adoptent une hygiène de vie rigoureuse.

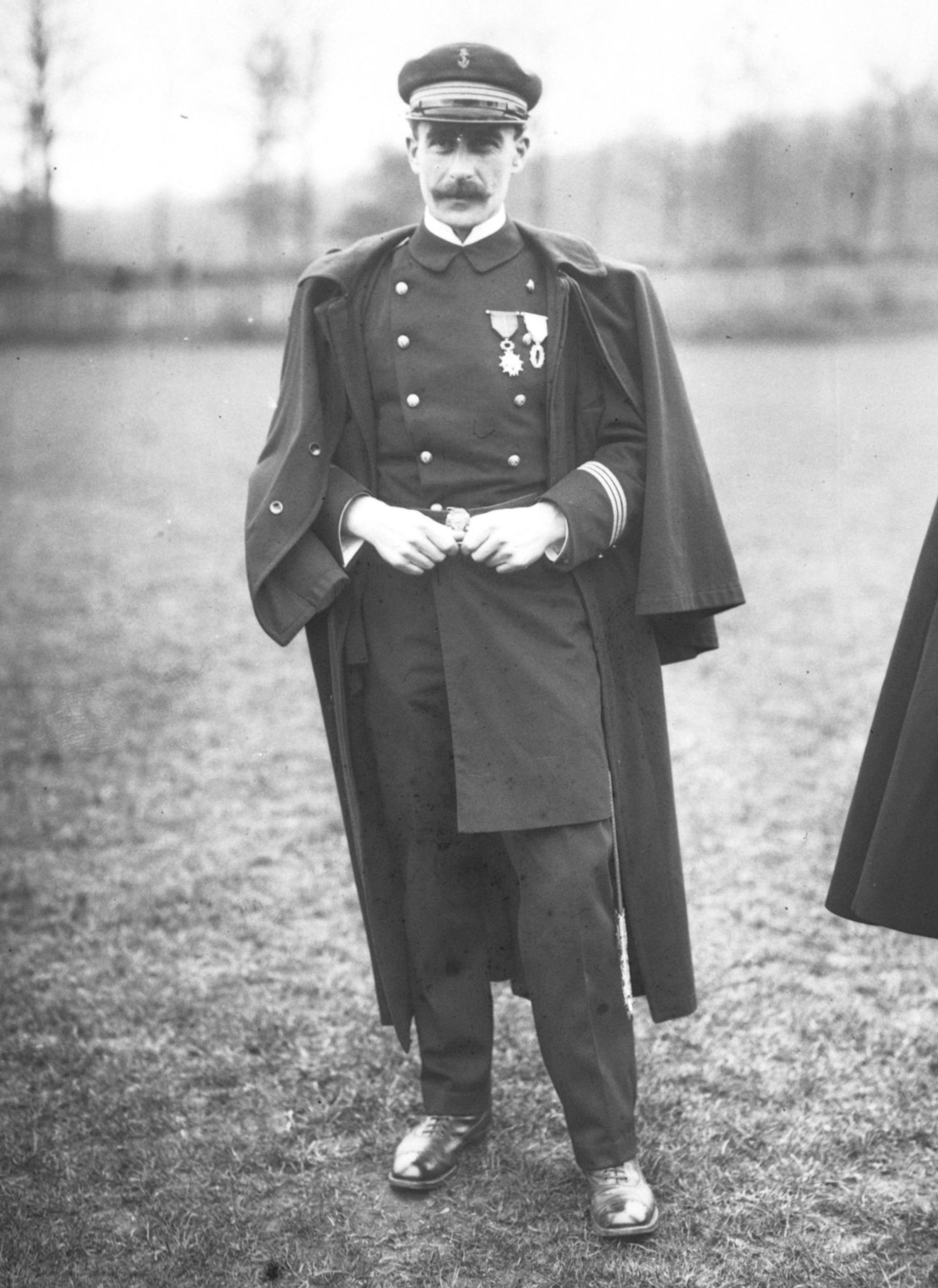
Georges Hébert, un pionnier de l'entraînement ciblé des sportifs.

L'équipe professionnelle de volley-ball féminin du Japon, surnommée les « sorcières du Japon », est pionnière dans l'adoption d'un volume d'entraînement intensif dès 1953, marquant une étape importante dans l'évolution du sport de haut niveau. Un guide sportif populaire de 1942 encourage les athlètes à répéter leur distance de prédilection plusieurs fois d'affilée, ne présentant aucun programme de repos, ni de variations dans l'entraînement : le concept même d'entraînement évolue, passant de la simple répétition à des vraies stratégies, notamment sous l'influence de Georges Hébert. L'haltérophilie et l'athlétisme sont les premiers sports à rationaliser rapidement leur préparation, suivis par d'autres disciplines plusieurs années plus tard. Le dopage se développe en parallèle. Les améliorations sont aussi visibles au niveau des infrastructures et du matériel, menant à des augmentations de la vitesse de balle dans la Coupe du monde de football par exemple.
En Allemagne de l'Est, des tests physiques sont effectués sur la population dès l'école maternelle pour identifier les enfants les plus prometteurs en sport. Ces tests sont complétés par des études sur les parents ayant un potentiel particulier, comme les anciens sportifs ou les personnes de grande taille. Le pays commence également à construire une temporalité de la formation sportive : jusqu'à douze ans, les enfants apprennent les bases dans de nombreuses activités. Ensuite, les enfants se concentrent sur quelques disciplines et commencent à intensifier leur entraînement, ne se spécialisant tout à fait que le plus tard possible. En 1962, suivant le modèle est-allemand, l'URSS met en place des internats pour les jeunes sportifs, comptant alors 17 millions d'athlètes participant à des compétitions de niveau régional au minimum. En réponse, la Deutscher Sportbund crée des partenariats entre les athlètes d'Allemagne de l'Ouest et des entreprises pour faciliter leur entraînement sans limites financières, notamment via le sponsoring. En 1969, l'Allemagne de l'Ouest ouvre ses premiers internats sportifs ; son système sert d'inspiration à d'autres équipes nationales dont le Canada, l'Australie et les États-Unis.
En 1972, la Grande-Bretagne crée le GB Sports Council, censé servir d'intermédiaire entre le gouvernement et les associations sportives. Ce conseil est rapidement accusé de trop privilégier le sport d'élite pour la distribution des subventions. L'année suivante, l'organisation est revue pour inclure d'autres divertissements que la pratique sportive, pour remettre l'accent sur le sport de haut niveau et celui dans les quartiers sensibles (avec une volonté d'intégration). L'organisation s'effondre avec l'élection de Margaret Thatcher à la fin de la décennie, puis revient sur le devant de la scène sous John Major qui fait du sport de haut niveau une question d'identité nationale. Cette approche est emblématique de la situation internationale, ainsi que des changements d'orientation gouvernementale qui affectent les politiques publiques.
Certains pays, dont la France, ont un statut spécifique aux sportifs de haut niveau ou sur les listes espoir, leur permettant notamment l'aménagement des études. Ailleurs, les clubs ont la charge d'identifier et de former les sportifs de haut niveau. Au Royaume-Uni, une partie importante du budget national consacré au sport d'élite vient de la National Lottery et l'implication du pays spécifique au haut niveau date du milieu des années 1990, sans différentiation jusque-là entre le sport de divertissement et celui de compétition. Certaines disciplines et pays ont une organisation axée autour des clubs professionnels, ou en centre d'entraînement public de type Institut national du sport, de l'expertise et de la performance ; d'autres permettent une pratique en club amateur et un appel pour des compétitions de grande envergure en fonction du statut administratif de sportif de haut niveau. En France, 6 158 athlètes de haut niveau se trouvent en 2001 sur les listes ministérielles. 72 % d'entre eux passent à un moment de leur carrière par des centres d'entraînement publics.
Dans les années 2010, l'esport commence à être reconnu comme un sport de haut niveau. Certains pays commencent à reconnaître les meilleurs joueurs de sport électronique comme des sportifs professionnels, ce qui facilite l'obtention des visas nécessaires pour se rendre aux compétitions. En avril 2016, le Comité international olympique annonce reconnaître l'e-sport comme un sport à part entière.

## Conditions de vie

### Temporalité de la carrière

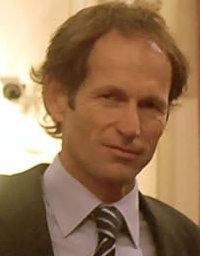
Santiago Lange, navigateur champion olympique à 54 ans en 2016.

Une carrière sportive se divise généralement en quatre étapes : l'initiation, le développement et l'expertise, et enfin la cessation. Sa durée dépend largement du sport pratiqué. Une carrière professionnelle (hors détection et entraînement intensif) dure en moyenne 2,7 ans en cyclisme, 5 ans dans la Ligue nationale de hockey ou encore 8,5 ans en Premier League.
Six situations de transition peuvent mener à un changement, une évolution positive ou une crise dans la carrière du sportif : le début de la spécialisation, le passage à un entraînement intensif dans un sport, l'entrée dans le haut niveau, le passage du milieu amateur à celui professionnel, la période allant de l'atteinte du point culminant de la carrière à la retraite sportive et l'arrêt de carrière. D'autres transitions peuvent avoir lieu selon les individus, par exemple des blessures, des non-sélections en compétition ou encore des changements de clubs. Pendant la carrière, le sportif de haut niveau accepte de se consacrer entièrement à sa discipline, reportant le plus souvent d'autres projets personnels ou aspects de son identité à après sa retraite sportive.

### Sport de haut niveau chez l'enfant
La carrière de l'athlète de haut niveau commence souvent par la détection précoce au niveau local, suivie par une formation plus ou moins intensive menant jusqu'à la carrière à proprement parler. Ce processus est initié par la République démocratique allemande, qui ouvre les premiers internats sportifs en 1952.

Certaines familles choisissent de confier très jeunes leurs enfants à des instituts spécialisés, une pratique souvent observée dans le monde du football, surnommée le « don d'enfant ». Si l'enfant n'est pas éloigné de sa famille, son activité demande une implication importante et constante de ses parents pour le faire bénéficier de bonnes conditions d'entraînement. Il est important que l'enfant aime le sport pratiqué et y prenne du plaisir pour qu'il ait une carrière significative ; une implication émotionnelle trop forte des parents peut conduire à des comportements dangereux pour leur enfant.

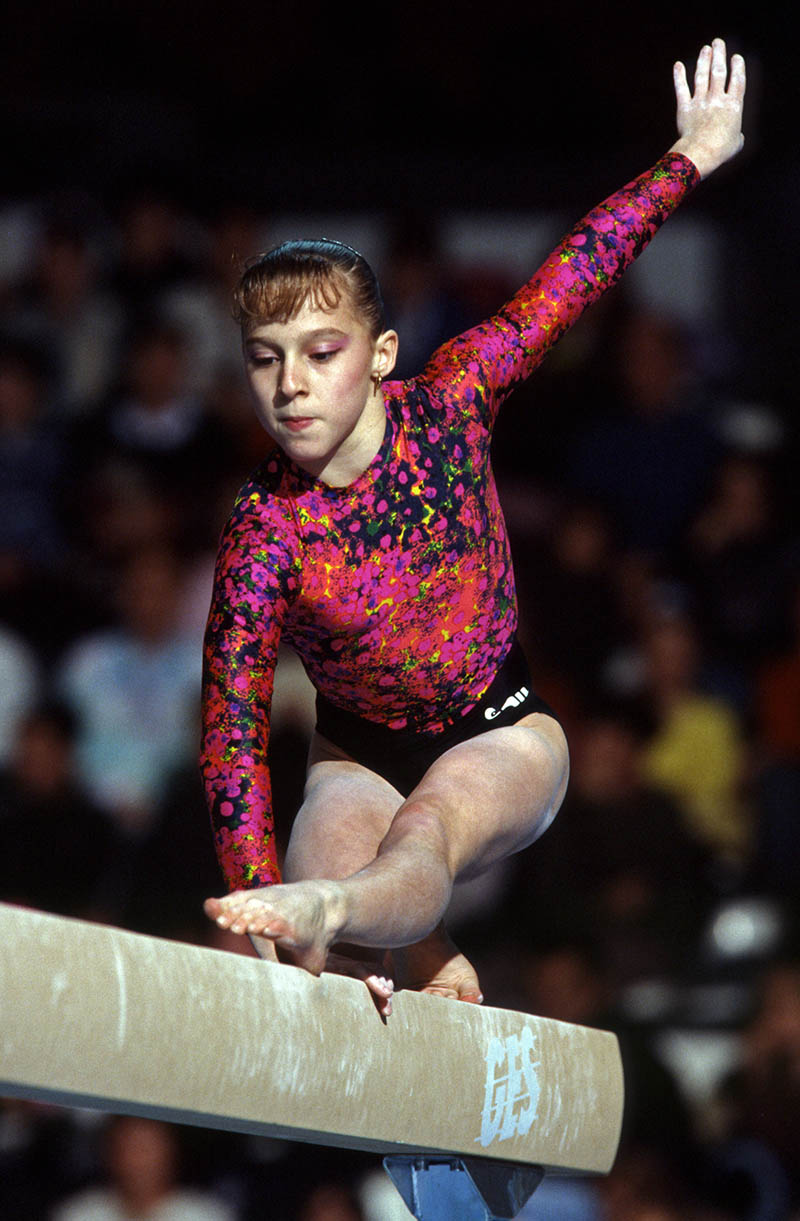
Élodie Lussac prend sa retraite sportive à quinze ans, gravement blessée à cause de sa pratique à haut niveau.

En gymnastique, en patinage artistique et en tennis, l'âge d'entrée dans la compétition se situe aux alentours de 10 ans, pour 15-16 ans en cyclisme et souvent après la majorité pour le rugby. Les enfants qui sont séparés de leur milieu familial et amical pour s'entraîner grandissent dans un environnement atypique et privé de repères sociaux classiques, ce qui rend leur relation avec l'entraîneur fusionnelle. Des parents sont aussi entraîneurs, notamment dans le tennis.
Les mineurs ne sont pas bien protégés de la coercition par des entraîneurs adultes par les codes de fédérations internationales ou olympiques. Ils encourent également certains risques physiques spécifiques : problèmes de croissance, de développement osseux, de métabolisme et de développement pubertaire dus entre autres à des entraînements intensifs, un contrôle excessif de la silhouette et donc des apports nutritionnels, des troubles endocriniens et métaboliques ou encore des blessures musculo-tendineuses osseuses et articulaires. C'est tout particulièrement le cas dans des sports dits d'apparence (gymnastique, patinage artistique, danse et natation synchronisée), le tennis, les sports d'endurance et les sports à catégorie de poids, ainsi que dans les sports dépassant 20 heures d'entraînement par semaine,. Cet entraînement intensif dès le plus jeune âge peut avoir des conséquences graves sur la santé, comme dans le cas d'Élodie Lussac, gymnaste artistique gravement blessée et forcée à prendre sa retraite sportive à 15 ans. Les jeunes filles sont particulièrement à risque pour plusieurs raisons, dont les contraintes sur leur silhouette et le fait que la période maximale d'entraînement se fasse pendant la puberté des filles, alors qu'elle advient plutôt à la fin de celle des garçons.

### Entraînement
L'entraînement comprend la préparation physique, technique, tactique et mentale.
L'entraînement est généralement structuré autour des saisons sportives, qui durent souvent une dizaine de mois, avec quelques semaines de repos entre elles. Pour les pratiquants de sports d'été, l'hiver est vécu comme une période particulièrement difficile : les entraînements sont longs et intenses sans la satisfaction de la compétition, et ils s'ajoutent à la météo morne et aux examens scolaires. Pour alléger cette difficulté, certaines fédérations de certains pays, dont la fédération française d'athlétisme, organisent des stages d'hiver dans l'hémisphère opposé.
L'entraînement implique une certaine tolérance à la douleur lorsque les limites du corps sont atteintes, l'objectif étant de les repousser. Le nombre et la persistance des courbatures, par exemple, sont vues dans plusieurs disciplines comme un signal de la qualité de l'entraînement. L'entraînement comprend toute une dimension de préparation mentale, importante pour la gestion du stress et des blessures. La relation entre les entraîneurs et leurs athlètes peut également avoir un impact significatif sur l'entraînement.
Le déplacement entre le lieu de vie et celui d'entraînement est une contrainte importante qui réduit les courts temps de repos pendant la journée.

### Compétition
Les sportifs ont plus ou moins de contrôle sur leur calendrier en fonction du sport pratiqué. Par exemple, les patineurs de vitesse sur piste courte français doivent obéir aux vœux de leur fédération, quitte à participer à des compétitions auxquels ils ne sont pas prêts, un cas classique dans le sport amateur. En escrime, autre sport amateur, les athlètes doivent choisir entre participer à beaucoup de compétitions pour gagner des points dans le classement et se concentrer uniquement sur les grands événements pour consolider leur statut.
Au contraire, en tennis, les joueurs ont souvent la liberté de choisir les tournois auxquels ils participent. Ils peuvent choisir de s'inscrire à autant de tournois que possible au risque de se blesser ou de faire un burnout, de ne participer qu'aux plus grands tournois au risque de ne rien gagner, ou de privilégier les tournois secondaires qui couvriront leurs dépenses même s'ils ne montent pas dans le classement. Dans les sports professionnels, deux calendriers se font concurrence : celui des compétitions de club ou ligue, et celui des compétitions de fédérations. En football, les sélections nationales et les compétitions en club créent de fortes tensions sur le calendrier des joueurs et sur les budgets à la fois de la FIFA et des clubs privés. Dans les autres sports, les athlètes sont libres de leurs mouvements et ne doivent pas se plier aux besoins de leur club. Dans ce cas, les fédérations internationales sont avantagées, mais elles sont déstabilisées dans les années 2020 par la création de ligues internationales privées comme le Global Champions Tour, l'International Swimming League ou la World Table Tennis qui versent des cash prizes importants.
Dans plusieurs sports, les calendriers de compétitions sont de plus en plus chargés, menant à une multiplication des blessures. Les déplacements fréquents donnent le sentiment à certains sportifs de ne pas avoir de chez-eux ou de routine. Ils peuvent aussi coûter très cher, notamment aux sportifs hors d'Europe et d'Amérique du Nord qui doivent voyager pour la plupart de leurs compétitions internationales.

### Vie quotidienne
Le sportif doit organiser sa vie quotidienne en fonction des exigences de sa carrière. S'il est en centre d'entraînement ou en club, son quotidien est régie par la structure à laquelle il appartient. Dans ce cas, il est entouré d'autres athlètes de haut niveau avec qui il partage une expérience exclusive et isolée ; il est séparé de son milieu familial et de modes de vie plus ordinaires, ne fréquentant que ses pairs. Sa journée est alors centrée sur la performance, avec une temporalité propre et une surveillance médicale et paramédicale constante. Il n'est pas rare que les athlètes de haut niveau mettent plusieurs années à s'habituer au rythme de leur nouvelle vie quotidienne et à ses contraintes.
Une forme de migration est souvent imposée par une évolution en club professionnel ou par la centralisation des centres d'entraînement nationaux. En particulier dans les sports collectifs, quitter son lieu d'origine est souvent nécessaire pour atteindre le succès. Cela dépend fortement de l'activité et du pays : en France, le volley-ball ou le handball exigent une certaine mobilité, tandis que le rugby ou la natation synchronisée tendent à recruter de façon hyperlocale. 72 % des sportifs de haut niveau français vivent dans un centre d'entraînement national à un moment de leur carrière.

#### Sport et éducation
La question de la conciliation entre les études et le sport de haut niveau est un sujet de débat depuis le début du vingtième siècle, ère à laquelle Georges Hébert dénonce les lycéens qui décrochent pour se lancer dans une carrière sportive. Aujourd'hui encore, la majorité des jeunes sportifs de haut niveau déclarent privilégier leur pratique sportive, quelles que soient les modalités scolaires proposées par les fédérations. Certaines fédérations valorisent particulièrement le « double projet », tandis que d'autres n'encouragent pas forcément la suite des études,. Les parents peuvent aussi conditionner l'engagement dans le sport de haut niveau à la poursuite d'études.
L'avantage principal de cette continuité est qu'en cas de blessure ou d'autre arrêt brusque et subi de carrière, les sportifs ne se retrouvent pas démunis et privés de leur identité. La plupart des étudiants faisant ce double projet suivent un cursus en rapport avec le sport.
Certains pays, dont la France, accordent un statut spécifique aux sportifs de haut niveau ou inscrits sur les listes espoir, leur permettant notamment d'aménager leur parcours scolaire. Le sport-études, statut créé en France en 1974, va de l'aménagement des conditions pédagogiques à un système d'accompagnement scolaire personnalisé, ou simplement l'adaptation de l'emploi du temps aux horaires d'entraînement et l'autorisation d'absences les jours de compétition. D'autres jeunes encore sont en enseignement à distance.
Les athlètes qui arrêtent pour mieux se consacrer à leur objectif sportif en souffrent souvent. En effet, le fait de stopper leurs études provoque une pression plus importante pour la performance et ajoute une monotonie extrême à leur vie, désormais uniquement centrée autour des entraînements. Ces sportifs peuvent donc témoigner d'un fort mal-être et d'un désengagement sportif, alors qu'ils ont eux-mêmes fait la demande de pause dans certains cas.

#### Finances personnelles

##### Enjeux communs
En cas de blessure, le maintien des revenus n'est pas garanti. La préparation des sportifs est souvent à leur charge, tout comme une partie de leur équipement, y compris chez certaines équipes professionnelles. En 2016, 40 % des membres de la délégation olympique française vivent sous le seuil de pauvreté.

##### Sportifs professionnels
Les sportifs professionnels restent précaires dans leur immense majorité. Les meilleurs d'une discipline sont largement mieux payés que des sportifs moins expérimentés ou moins bien classés ; le revenu vient aussi de rémunérations à la tâche, basées sur le classement de chaque compétition. Les sportifs professionnels peuvent être des prestataires indépendants qui vendent des jours de course à une équipe, surtout dans les pays anglo-saxons et d'Europe de l'Est, ou salariés de leur équipe, surtout en Europe de l'Ouest. Au Cameroun, un salaire mensuel est versé aux footballeurs de la sélection nationale, en plus du salaire versé par leur club.
Leurs revenus, peu diversifiés, viennent le plus souvent du sponsoring. Dans certains sports collectifs, ils peuvent également provenir de la billetterie. Les droits télévisuels peuvent être captés par des équipes ou par les organisateurs de compétitions selon le sport et l'événement. En parallèle, l'opinion publique peut se retourner contre eux, les estimant trop payés, surtout dans les sports les plus médiatisés. En effet, dans quelques sports professionnels, comme les plus grands clubs de football européens ou la National Basketball Association et les Ligues majeures de baseball, les salaires des athlètes représentent environ la moitié des revenus du club.
L'importance des sponsors encourage les équipes à soutenir des circuits d'épreuves fonctionnant comme un feuilleton, avec un storytelling permettant une meilleure couverture médiatique. Cela a des conséquences sur le coût de fonctionnement des équipes et sur la santé des athlètes, qui peuvent s'épuiser et se tourner vers le dopage pour maintenir des performances constantes.

##### Sportifs amateurs
Dans les disciplines où la professionnalisation n'est pas la norme, les athlètes peuvent tirer des revenus de leurs résultats sportifs et de contrats de sponsoring, mais ne sont pas salariés par des équipes. Une médaille aux Jeux olympiques peut rapporter une prime en fonction du pays : une médaille d'or rapporte en France 80 000 euros en 2024. Dans la plupart des sports amateurs, une course classique n'offre qu'exceptionnellement plus d'une centaine d'euros, et à très peu de participants.
Certains pays mettent en place des aides ou des aménagements. En France, des contrats aménagés sont mis en place, permettant à des sportifs de haut niveau de s'engager dans la fonction publique quelques dizaines de jours par an et pour des campagnes de recrutement en échange du salaire minimum. Certaines entreprises proposent également des horaires aménagés. De nombreux sportifs vivent cependant dans des conditions financières misérables.

#### Alimentation et soins
L'alimentation des sportifs de haut niveau est souvent étroitement surveillée, en particulier dans certaines disciplines comme la gymnastique rythmique. Le risque le plus important de déséquilibre alimentaire est au moment de la retraite, quand les sportifs sont soudain libres de leur alimentation. Il est aussi commun qu'ils reviennent d'une pause de fin de saison en ayant pris plusieurs kilos, qu'ils doivent perdre le plus rapidement possible quitte à subir des régimes drastiques. L'hydratation est également essentielle.
La question des compléments alimentaires reste complexe : certaines personnes au sein des fédérations les voient comme du dopage, d'autres comme un élément d'une alimentation saine. Certains de ces substituts s'avèrent être dopants, sans que le sportif le sache, ce qui mène à des scandales réguliers.
Les sportifs accumulent des connaissances médicales profanes variées, comme l'utilisation correcte du chaud ou du froid, la prise d'antalgiques et d'anti-inflammatoires, l'automassage et la réalisation de bandages parfois complexes. Ils disposent également d'un vocabulaire leur permettant l'identification et la description de leurs symptômes. Ils utilisent cependant ces connaissances en dehors d'un cadre médical légitime, associant connaissances pointues et remèdes de grand-mère et superstitions. Le rapport avec les médecins peut être tendu, notamment parce que les sportifs cherchant un suivi pour des douleurs sans gravité sont parfois considérés comme moins motivés ou cherchant une excuse ou parce que les arrêts prescrits sont vus comme des punitions.

#### Repos
Le surentraînement est un risque, naissant de l'exploitation trop forte du corps qui fatigue et ne parvient plus à atteindre ses performances habituelles, tout comme la blessure causée ou aggravée par la fatigue. Le repos est donc important et considéré comme une maintenance de leur outil de travail. Soigneusement minuté, il peut affecter la vie sociale, avec des sportifs fatigués et plus enclins à se blesser s'ils ont l'habitude de faire la fête, fortement encouragés à se coucher tôt et à ne pas se fatiguer dans leurs activités personnelles.
Le repos et le temps de récupération sont des actions concrètes qui prennent du temps et requièrent un effort individuel. Par exemple, des sportifs doivent consulter des kinésithérapeutes, aller au hammam ou faire des bains de glace pendant leur temps de repos, ne leur permettant pas d'en jouir librement. Les sportifs de haut niveau étant socialisés entre eux, le temps de repos est de l'autre côté un avantage, permettant de légitimer le repos perçu autrement comme un moment gâché.

#### Vie sociale
Entouré de ses pairs, le sportif de haut niveau évolue dans un monde parallèle à celui de la société classique sans s'y mêler beaucoup. Il n'apprend donc pas forcément les mécanismes de la socialisation ordinaire : son réseau amical et relationnel se restreint aux partenaires d'entraînement ; les loisirs et sorties sont limités, souvent repoussés vers la fin de la saison sportive. Les adolescents et jeunes adultes sportifs de haut niveau tendent à avoir des relations sociales mais pas de « vrais amis » qui demandent un engagement trop élevé dans le cadre contraignant de l'entraînement. En général, le fait de nouer des liens en dehors de l'équipe est un signe de mise en retrait des ambitions sportives. L'entraîneur, les parents et les pairs sont trois acteurs importants de la vie des adolescents athlètes de haut niveau. Peu d'études se concentrent sur leur rôle global plutôt que sur un seul des trois éléments.

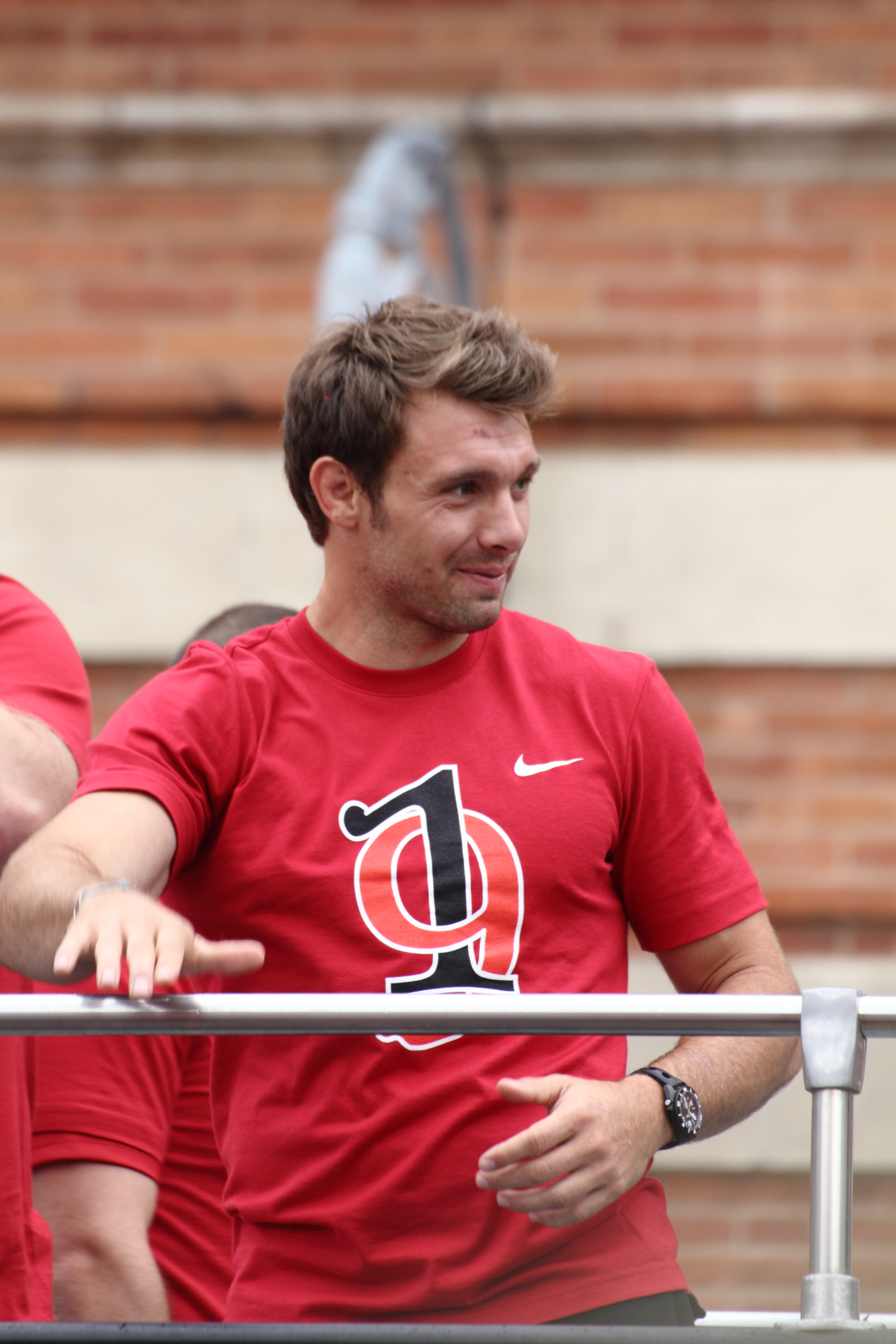
En 2008, Vincent Clerc sort du terrain en milieu de match, venant d'apprendre que sa femme est en train d'accoucher.

La vie amoureuse se construit fréquemment entre sportifs, les sacrifices consentis étant mieux compris. Souvent, les rapports se créent entre des personnes pratiquant la même activité, y compris à distance, quand les partenaires ne se voient qu'en stage d'entraînement. Les relations internationales au sein du même sport existent aussi, avec l'exemple notable de plusieurs mariages mixtes entre des joueuses de hockey canadiennes et américaines, dont Meghan Duggan et Gillian Apps. Les rapports amoureux sont retardés chez les adolescents sportifs de haut niveau, mais pas les relations amicales ; les problèmes sentimentaux affectent directement les performances. Les relations amoureuses entre un sportif et son entraîneur sont relativement rares, malgré les cas célèbres de femmes mariées à leur coach, comme Grete Waitz : elles sont critiquées d'un point de vue éthique, en raison du rapport de pouvoir entre les deux personnes et sont vues comme la porte ouverte aux violences sexuelles,. Les relations entre un homme sportif de haut niveau et une femme qui ne l'est pas semblent créer un terrain propice à l'infidélité et une inégalité de pouvoir et de notoriété dans la relation.
Les relations sexuelles ne sont pas en reste. Les sportifs de haut niveau sont souvent jeunes et entrant dans les critères standard de beauté ; lors des compétitions internationales, des centaines ou milliers d'entre eux peuvent se retrouver enfermés dans un village olympique ou hôtel pendant une période significative. Pour cette raison, des préservatifs sont systématiquement fournis pendant les Jeux olympiques. Les distributions de plusieurs dizaines de préservatifs par athlète en moyenne ne servent évidemment pas que pendant les quelques semaines : l'objectif de ces actions médiatisées est aussi de sensibilisation, notamment dans la lutte contre le syndrome d'immunodéficience acquise, à la fois des sportifs et de leurs fans à leur retour chez eux.
Les sportifs de haut niveau tendent à se marier et à avoir des enfants seulement après leur carrière sportive pour ne pas nuire à celle-ci. C'est surtout le cas chez les femmes, puisque la paternité n'empêche pas physiquement la pratique sportive. Les hommes sont attendus sur le terrain même au moment de l'accouchement de leur compagne dans plusieurs cas : Guy Roux effectue une saillie moqueuse en apprenant l'absence de Marquinhos à un match en raison de l'accouchement imminent de sa femme, puis présente ses excuses. Raphaël Poirée raconte avoir assisté par téléphone à la naissance de sa fille, alors que Liv Grete Poirée, qui a pris sa retraite sportive pour s'occuper de leur premier enfant, accouche seule à 2 000 kilomètres de là. Au contraire, Ludovic Obraniak rate la finale de la coupe de France pour rejoindre sa compagne à la maternité, pendant que ses coéquipiers remportent le titre national. Du côté de la maternité, un enfant signifie le plus souvent une fin de carrière au vingtième siècle, une situation qui commence à changer dans les décennies suivantes avec la création d'un entraînement adapté avant et après l'accouchement et d'une couverture sociale dans certains pays,. L'état des recherches scientifiques sur le sujet reste insuffisant pour formuler des recommandations claires.

## Retraite sportive et reconversion
La reconversion des sportifs de haut niveau, qui désigne la transition entre l'arrêt de la pratique sportive et l'accès à une nouvelle occupation, est souvent un moment délicat,,. En effet, ces sportifs évoluent dans un monde parallèle à celui de la société classique et peuvent manquer de certaines compétences de la vie quotidienne lorsqu'ils prennent leur retraite. De plus, ils doivent composer avec un corps usé prématurément ou avec des pathologies consécutives à leur pratique. La médiatisation des retraites sportives reste binaire, ne voyant le plus souvent qu'une reconversion réussie ou un échec total.
La retraite est souvent perçue comme un déclassement par rapport à la condition d'athlète, même dans le cas de reconversions professionnellement réussies. Jim Taylor et Bruce Ogilvie identifient des facteurs de risque de la transition : forte identité athlétique, absence de planification de la retraite, faible niveau éducatif, absence de soutien social, arrêt involontaire (à la suite d'une blessure, d'un non-renouvellement du contrat), concomitance d'événements de vie négatifs (décès, divorce, licenciement), utilisation inadaptée de stratégies « d'adaptation » au nouveau statut,.
Quatre grands profils de sportifs de haut niveau se préparant à la retraite se dégagent. Les premiers, attentistes, espèrent que le réseau de leur milieu les aidera. Les opportunistes accumulent des ressources en vue d'une reconversion future, sans projet précis. Les experts mobilisent leur vécu dans le milieu sportif, et les entrepreneurs accumulent les ressources comme les opportunistes, mais dans le but de réaliser un projet précis qui leur assurera un bon niveau de vie. Selon le sport pratiqué et son économie, les sportifs de haut niveau peuvent se reconvertir dans un domaine proche (carrière d'entraîneur dans 46,3 % des cas des personnes reconverties dans le sport, journalisme sportif) ou faire une activité complètement différente, bien qu'il soit rare que les anciens sportifs de haut niveau quittent leur domaine,. D'autres personnes deviennent consultantes dans le monde de l'entreprise pour parler de leurs performances et de compétences utiles dans le monde managérial, comme la gestion du stress.

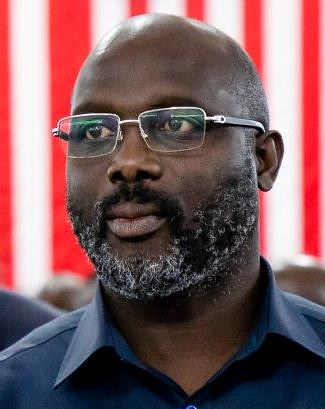
George Weah, premier Africain à obtenir le Ballon d'or, devient plus tard président du Liberia.

Les sportifs de haut niveau à la retraite peuvent se servir de leur notoriété pour se lancer dans des carrières artistiques, par exemple le cinéma comme Éric Cantona ou la musique comme Yannick Noah. Une autre piste, relativement rare, est une reconversion dans la politique. Il est commun pour les athlètes de s'engager pour des causes politiques qui leur tiennent à cœur ; c'est parfois la cause de leur retraite sportive imposée, comme pour Colin Kaepernick. Il est plus rare de les voir intégrer la politique électorale. Pelé ou David Douillet, ministres des sports, évoquent l'importance de leur pays à leurs yeux plutôt qu'une vocation politicienne, tandis que George Weah, premier Africain à obtenir le ballon d'or, devient président du Libéria après l'élection présidentielle libérienne de 2017. La liste d'athlètes de haut niveau devenus parlementaires inclut le député Ari Vatanen ou la sénatrice Chantal Petitclerc.
Les fédérations s'intéressent souvent peu aux sportifs retraités, les perdant rapidement de vue. En France, les sportifs amateurs ne cotisent pas pour leur retraite.

## Santé des sportifs de haut niveau

### Forme physique
Par définition, les sportifs de haut niveau ont un corps leur permettant d'effectuer des performances rares. Leur activité physique intense change la composition corporelle et leurs performances. Leur corps s'use vite, surtout aux articulations ; à partir d'un seuil de 1 500 heures à haut niveau, ils sont plus susceptibles de développer une arythmie. Ils ont pourtant une espérance de vie supérieure à la normale, due au fait de conserver une bonne hygiène de vie après leur carrière, bien qu'ils doivent acquérir des nouveaux mécanismes surtout au niveau de l'alimentation.
Chez les sportives, la question des menstruations a longtemps été un tabou, y compris dans la sphère médicale. En 2021, 55 % des sportives de haut niveau présentent pourtant un trouble du cycle menstruel et en 2008-2009, 64 % des sportives pensent que le syndrome prémenstruel diminue significativement leur performance. Dans les années 2010, de plus en plus de pratiquantes s'expriment publiquement à leur sujet. Les deux premières mentions publiques des règles par des sportives de haut niveau sont Heather Watson, qui dit en 2015 avoir sous-performé à l'Open d'Australie à cause d'un « truc de filles », et la nageuse chinoise Fu Yuanhui qui se dit particulièrement fatiguée à cause de ses règles pendant les Jeux olympiques d'été de 2016. Le fait que le personnel médical et d'encadrement soit essentiellement masculin reste un problème, les empêchant de s'exprimer librement à ce sujet,. En 2017, l'équipe de France féminine de football commence à adapter les entraînements aux cycles hormonaux de ses membres. Leur entraîneur remarque cependant qu'il est difficile de parfaitement personnaliser les cessions dans le cadre d'un sport collectif. Les règles posent d'autres problèmes : en 2022, les joueuses de football de l'équipe d'Angleterre demandent à leur équipementier de ne plus leur fournir de shorts blancs, tandis que Sarah Ourahmoune raconte avoir été réprimandée à une pesée en stage en raison de la rétention d'eau, qui ne peut être contrôlée.

### Risques physiques
Le risque de blessure est non négligeable. Habitués à la douleur lors de l'entraînement, les sportifs ne reconnaissent pas toujours la gravité des blessures et ont tendance à les minimiser, surtout lors des compétitions. La persévérance dans la douleur est considérée comme une caractéristique des bons professionnels. Une pratique trop intensive du sport peut entraîner des malformations. Le surentraînement est également un risque, naissant de l'exploitation trop forte du corps qui fatigue et ne parvient plus à atteindre ses performances habituelles.
Dès les années 1920 en Allemagne, une médecine du sport commence à se former pour soigner les blessures liées aux pratiques de haut niveau. Cette médecine se généralise dans les années 1950, quand le fait d'être sportif de haut niveau commence à justifier un suivi médical même en l'absence de blessure visible. Des médecins du sport, qui sont en France des généralistes classiques, existent. Dans les centres d'entraînement, ils sont le plus souvent sélectionnés par cooptation ou par connaissance personnelle plutôt que sur la base d'une véritable expertise du sport couvert. Ils sont cependant experts de la discipline et s'y engagent émotionnellement. La nature de leur travail les pousse à privilégier la performance : les pressions du calendrier sportif peuvent forcer les professionnels de santé à privilégier un retour rapide à la compétition plutôt qu'une guérison durable et complète. De plus, un suivi régulier médical peut être obligatoire pour une reconnaissance nationale, par exemple en France, ce qui crée des rôles de médecins sur place, spécialisés par l'expérience plutôt que par des formations.
Certaines disciplines sportives mettent en avant l'agression et la violence physique : les sports de combat évidemment mais aussi d'autres activités comme le hockey sur glace. Dans ces sports, la violence physique, les blessures et les chutes ont un intérêt économique également : ils permettent des images spectaculaires pour les médias. La blessure, comme les entorses de la cheville et du doigt en basketball, devient un symbole du niveau sportif. Les sportifs peuvent même mourir en entraînement ou compétition dans plusieurs disciplines dont le football américain, la boxe, le cyclisme ou encore le ski alpin.
En 2023, une action collective de 295 rugbymen victimes de dommages cérébraux en raison de leur pratique attaque la fédération mondiale de rugby à XV et des fédérations nationales pour négligence et mise en danger. L'histoire suit le témoignage de Steve Thompson et Carl Hayman, diagnostiqués d'une démence précoce et d'une encéphalopathie traumatique chronique (ETC) à cause des plusieurs commotions reçues lors de matchs,. En France, une vingtaine de joueurs attaque la fédération française. Ce risque particulier est connu dès 1928 sous le nom de démence pugilistique. Une étude sur le championnat de France de rugby à XV montre que de 2015 à 2017, une commotion cérébrale est causée tous les 3 matchs. Si le rugby et le football américain sont les sports les plus touchés, le football, le handball et le judo sont aussi concernés par les commotions cérébrales.

### Risques psychologiques
Les sportifs de haut niveau peuvent souffrir de dépression,, de burnout ou d'anxiété. Ils peuvent faire face à des périodes de dépression et d'épuisement professionnel au cours de leur carrière : avec un bon accompagnement, elles n'en marquent pas la fin. Neymar, Simone Biles et Naomi Osaka font partie des premiers à s'exprimer publiquement sur leur dépression au cours de leur carrière. Le sujet reste tabou dans la plupart des environnements sportifs, pouvant trop facilement être interprété comme un manque de motivation et mener à des conséquences négatives pour l'athlète. Les conséquences de garder cela pour soi peuvent être dramatiques, comme dans le cas du suicide de Robert Enke et de la tentative de suicide de Pascal Papé.
Les conduites addictives, notamment l'alcoolisme, sont aussi un risque. Dans les années 2010, les nageurs Amaury Leveaux, Ian Thorpe, Grant Hackett et Michael Phelps sont tous traités pour dépendance. Le problème est souvent minimisé par les médecins du sport et dans les relations publiques, entre autres à cause de l'image du sport comme toujours sain. Les sportifs de haut niveau, poussés à l'excès dans leurs performances et leur vie quotidienne et soumis à un stress intense, sont particulièrement à risque. Les nageurs sont d'autant plus concernés que leurs entraînements sont longs et monotones. Dans tous les sports, les immobilisations pour blessure et l'arrêt de la carrière sont des facteurs de risque.
L'absence de réseau familial ou social à proximité, en dehors du centre d'entraînement où tous les sportifs sont aussi des rivaux, y compris dans les sports collectifs,, peut aggraver ces difficultés psychologiques. Les équipes médicales des clubs incluent rarement des psychologues et psychiatres. En 2022, le Comité international olympique recommande le recrutement de psychologues aux côtés des médecins du sport dans tous les clubs sportifs de haut niveau ainsi qu'un examen annuel.
Par définition, les performances ne sont jamais suffisantes : les athlètes ont parfois du mal à trouver une satisfaction même dans les meilleurs résultats obtenus.

### Violences sexuelles
Les sportifs de haut niveau, surtout ceux qui se consacrent pleinement à la discipline dès le plus jeune âge, sont très susceptibles d'avoir une relation fusionnelle avec leur entraîneur et de ne pas avoir été sensibilisés aux normes des relations entre enfants et adultes. L'entraîneur, pour montrer les bons mouvements, les touche forcément. En cas d'abus sexuels, ils ne savent pas forcément ce qui n'est pas acceptable, ni n'ont d'espace pour partager ce qu'ils vivent, n'étant en contact qu'avec leur propre milieu sportif. Plusieurs obstacles se présentent même si les parents sont prévenus : en plus des barrières habituelles au fait de signaler un abus sexuel, ils peuvent avoir honte de ne pas avoir été à la hauteur de leur enfant, ou ne pas parvenir à faire le deuil des espoirs sportifs au regard des sacrifices qui ont déjà été consentis.
Les sports individuels sont les plus à risque, le groupe protégeant un peu plus les pratiquants de ceux collectifs. Les principales victimes sont des jeunes filles, et le plus souvent, les criminels sont des entraîneurs et cadres hommes — un constat renforcé par la faible prévalence de femmes dans les métiers d'encadrement sportif. Les médecins peuvent aussi être coupables, comme en témoigne l'affaire Larry Nassar, contre qui témoignent des gymnastes dont McKayla Maroney, ly Raisman et Maggie Nichols.

## Sciences et techniques
La recherche scientifique se penche sur la question de l'augmentation des performances des athlètes, que ce soit par l'optimisation de leur équipement, de leur entraînement ou encore de certaines caractéristiques biologiques,. Le monde académique commence à s'intéresser au sport immédiatement après la Seconde Guerre mondiale : l'Allemagne de l'Est se voit dotée de cliniques sportives dès 1947 et en 1950, le pays ouvre une académie nationale de la culture physique à Leipzig. La recherche est souvent soutenue par des fonds publics dans l'objectif d'améliorer les palmarès, les trois plus grands investisseurs publics étant les États-Unis, la Chine et le Royaume-Uni en 2022. Elle peut aussi être internationale.

### Sciences médicales et physiques
Le pionnier de ce type de recherches est Kennelly, qui publie en 1906 un article sur les mathématiques des records de course à pied et crée le concept de courbe de performance. Par la suite, Archibald Vivian Hill travaille sur la bioénergétique de l'exercice musculaire : il introduit des concepts comme la consommation maximale d'oxygène et la dette d'oxygène.
Au vingt-et-unième siècle, l'utilisation des capteurs cardiaques devient systématique pour étudier les performances et les besoins de repos des sportifs. Les études biomécaniques et physiologiques de la performance idéale ne se traduisent pas forcément en principes opérationnels et ne peuvent donc pas forcément être utilisés directement.

### Techniques
En plus de la recherche biologique et médicale, la recherche peut se pencher sur des questions d'équipement ou sur des techniques de course et d'entraînement,, par exemple en modélisant les mouvements des sportifs pour voir comment ils peuvent améliorer leurs gestes. La chronophotographie permet de décortiquer le mouvement des athlètes pour s'assurer de la justesse de leur technique. Ainsi, des chercheurs se concentrent sur la meilleure position des doigts pour la natation ou sur la profondeur idéale de la rame d'aviron dans le mouvement.
Les sports peuvent s'inspirer les uns des autres. C'est souvent le cas dans des sports apparentés, comme le surf, le kite surf et le wind-surf. La volte, conçue pour le lancer du disque, est temporairement utilisée pour le lancer du javelot puis interdite en 1956 parce que trop efficace et donc trop dangereuse pour le public. Une attention doit donc être portée, non seulement à la création d'une technique efficace, mais aussi à son acceptabilité dans le règlement.
Parfois, ce sont les sportifs qui inventent eux-mêmes les nouvelles techniques de leur sport, le cas le plus célèbre étant celui du Fosbury-flop, inventé par Dick Fosbury pendant ses études d'ingénierie.

### Équipement
La recherche sur le matériel est souvent menée par les équipementiers sportifs, parfois avec une partie de fonds publics,.
Les recherches scientifiques peuvent se pencher sur la réduction des pertes d'énergie dues à la friction, que ce soit par une modification de chaînes de vélo ou par le calcul de la meilleure forme de rame d'aviron. Plus anciennement, elles ont inclus l'invention des crampons vissés sur les chaussures de football ou les tissus techniques, plus respirants et aérodynamiques.
Au-delà de la performance, l'équipement peut viser à limiter le risque de blessure, par exemple dans la conception des chaussures de sport modernes qui amortissent les chocs et protègent les chevilles.
L'équipement peut avoir pour objectif d'améliorer les performances des sportifs, mais aussi d'améliorer le confort des spectateurs : les entreprises et grands organisateurs de sport sont pionnières de nouvelles inventions du divertissement comme le métavers,. C'est aussi dans ce contexte que naissent des nouveautés en termes d'arbitrage, comme la goal line et l'assistance vidéo à l'arbitrage. Enfin, il peut se tourner vers une réduction des conséquences écologiques de certaines infrastructures.

### Zone grise du dopage technologique
En natation, les combinaisons en polyuréthanes sont interdites après quelques mois d'utilisation : elles sont alors vues comme trop injustes pour les autres sportifs, après que des centaines de records du monde soient battus en quelques mois grâce aux nouveaux équipements. L'invention est qualifiée de « dopage technologique ».
Le Nike Oregon Project, créé en 2001 à Portland, vise à regrouper des marathoniens américains à fort potentiel dans cette ville pour qu'ils vivent et s'entraînent dans un environnement parfaitement contrôlé sous la direction d'Alberto Salazar. Le centre d'entraînement a des aspects scientifiques classiques, dont des régimes alimentaires complexes, des tests de consommation maximale d'oxygène et des capteurs variés. D'autres aspects sont nouveaux, notamment le fait que les sportifs vivent et dorment dans un environnement de caisson hypobare, artificiellement limité en oxygène, et utilisent ce caisson pour la récupération entre les entraînements. Si ce n'est pas techniquement du dopage, le centre est quand même critiqué par l'agence mondiale antidopage parce qu'elle permet des conditions inatteignables en milieu naturel. Le projet est interrompu en octobre 2019, neuf jours après qu'Alberto Salazar ait été condamné à une suspension de quatre ans pour trafic de produits dopants, sans rapport avec le centre.

### Dopage

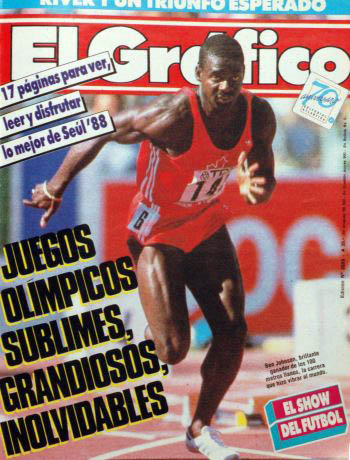
L'affaire Ben Johnson aux Jeux olympiques d'été de 1988 marque un tournant dans la lutte contre le dopage.

Le dopage est la pratique consistant à absorber des substances chimiques ou à utiliser des actes médicaux afin d'augmenter ses performances physiques ou psychiques. Il se développe en parallèle de celui du sport de haut niveau au cours du vingtième siècle.
En février 1999, le CIO organise à Lausanne une conférence mondiale sur le dopage sportif, tandis que les procès de l'affaire Festina sont jugés en 2000. Le comité finit par soutenir la création de l'Agence mondiale antidopage et lui donne de larges pouvoirs.
En mars 2003, 65 fédérations sportives et 73 gouvernements se réunissent pour approuver le « Code mondial antidopage », qui établit, entre autres, la création de tests antidopage au hasard pour tous les athlètes olympiques ou professionnels. Il oblige aussi tout pays voulant participer aux Jeux olympiques de 2006 à passer des lois anti-dopages au niveau national. En août 2005, le code est reconnu par 175 pays et toutes les organisations olympiques et anti-dopage nationales.
L'intérêt financier des équipes, qui cherchent à donner plus de visibilité aux sponsors en organisant des circuits d'épreuves de plus en plus longs et des épreuves plus rapprochées, peut mettre les corps des sportifs à rude épreuve, les poussant parfois à recourir au dopage pour rester compétitifs tout au long de la saison, dans un contexte de forte précarité de leur carrière. Plusieurs sportifs dont Philippa York estiment que la fatigue et les blessures potentielles du sport de haut niveau ne sont pas forcément plus saines que le dopage en lui-même. La motivation principale des sportifs à se doper reste la perspective de la fin de contrat, voire de carrière. Or, le dopage est considéré comme une faute morale individuelle et les efforts de prévention se tournent sur l'éthique plutôt que sur les conditions de production des performances.

## Médiatisation

### Journalisme sportif

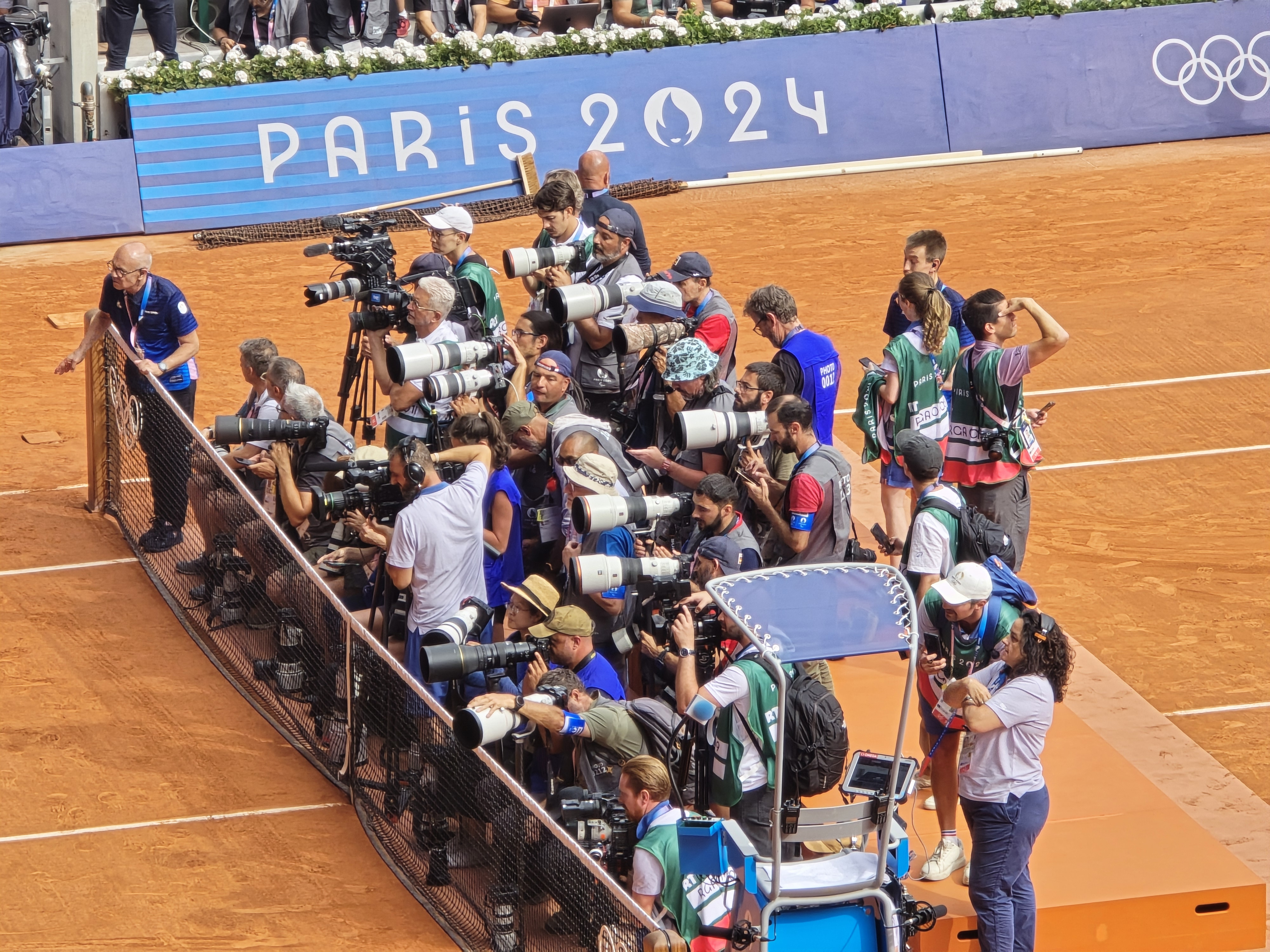
Journalistes couvrant le podium du tournoi masculin de tennis aux Jeux olympiques d'été de 2024.

#### Pendant les compétitions
Les compétitions sont régulièrement retransmises à la télévision, toujours en direct pour que l'issue du match soit inconnue. Les médias se concentrent sur les compétitions internationales. Elles sont souvent commentées par un duo composé d'une personne investie et d'un journaliste fournissant des explications moins teintées d'émotion. À partir des années 1990, la paire est complétée par un ancien sportif pouvant apporter son point de vue, ainsi que des anecdotes. L'essor de la télévision et le changement de structure des trios se traduit par une augmentation du nombre de commentateurs sportifs : chez Canal+, ils sont trois journalistes en 1984 (Michel Denisot, Charles Biétry et Roger Zabel) pour 65 consultants en 2005.
Le temps consacré aux émissions sportives à la télévision est en constante augmentation : 22 900 heures en 1998 dans le monde pour 556 118 heures en 2004. La majorité de ces émissions est diffusée sur des chaînes thématiques payantes, tandis que les volumes des programmes sportifs restent stables sur celles en clair. Les groupes de communication internationaux se font concurrence pour obtenir les droits exclusifs sur chaque compétition internationale, ce qui peut avoir des conséquences directes sur le sport. Par exemple, aux Jeux olympiques d'été de 2008, certaines épreuves d'athlétisme ont lieu en pleine nuit pour satisfaire les spectateurs des États-Unis, dont les chaînes ont payé le plus d'argent. Les médias poussent également l'utilisation de kimonos de couleur en arts martiaux plutôt que blancs pour qu'ils soient mieux visibles à l'écran, le port du maillot de bain plutôt que du short pour le beach-volley féminin, ou l'introduction de la règle du portage en touche au rugby à XV parce qu'il est plus spectaculaire.

#### À posteriori
Le journalisme suit le plus souvent les compétitions et les parcours de sportifs de haut niveau. Il se concentre relativement rarement sur les spécificités de la pratique, montrant plutôt l'image d'un sportif ordinaire étant particulièrement doué dans sa discipline.
À partir des années 1980, le paysage se transforme avec la meilleure couverture médiatique par la télévision, qui réduit les titres de la presse écrite quotidienne et donne plus de visibilité aux sponsors des équipes. Les médias sportifs écrits tendent, à partir de cette époque, à dépendre de la télévision, des entreprises sponsors et du milieu sportif lui-même, ce qui mène à une large couverture des sports déjà médiatisés (ou sports spectacle) et à une faiblesse relative des travaux d'investigation, surtout dans la presse quotidienne régionale. Ainsi, certaines disciplines se retrouvent complètement laissées de côté malgré de bonnes performances locales ou nationales, comme l'équipe de kayak française souvent championne du monde et rarement mise en avant dans les médias.
Les journalistes sportifs tendent également à avoir un parti-pris plus assumé que leurs homologues généralistes, notamment sur la question du dopage, surtout pour les affaires originales ou touchant des sportifs connus du grand public. Pour cette raison et à cause de fortes contraintes financières, la couverture journalistique porte sur une seule personne accusée ; elle ne remet que rarement en cause les institutions plus larges ayant pu mener à une campagne de dopage.

### Inégalités de médiatisation
Une rumeur veut que le rugby à XV devienne sport national français dans les années 1950 et 1960 sous l'impulsion de Roger Couderc et de sa couverture à la télévision. Cette expansion se fait en réalité par tout un faisceau d'efforts de la Fédération française de rugby pour s'agrandir en dehors de la région parisienne et du Sud-Ouest de la France.
Les femmes sont beaucoup moins médiatisées que les hommes. En 2017, le football est 287 fois à la une du quotidien L'Équipe et les hommes font la une du journal 355 fois (cinq fois pour le sport mixte, quatre pour les femmes avec deux pour l'Olympique lyonnais, une pour l'équipe de France féminine de handball et une sur Tessa Worley).

### Influence en ligne et sponsoring
Le sportif doit savoir s'entourer d'un réseau de partenaires, techniques et financiers, négocier un contrat de sponsoring ou encore répondre aux demandes des médias. Il développe ainsi souvent des compétences similaires à ceux des influenceurs pour attirer les commanditaires et les satisfaire, en particulier à l'époque contemporaine où la visibilité est plus importante pour les sponsors que les résultats, ce qui avantage lesdits influenceurs. Il est de plus en plus commun pour les sportifs de haut niveau amateurs de devoir lancer des cagnottes pour couvrir leurs frais de vie, d'entraînement et de compétition,,,.

### Célébrités sportives

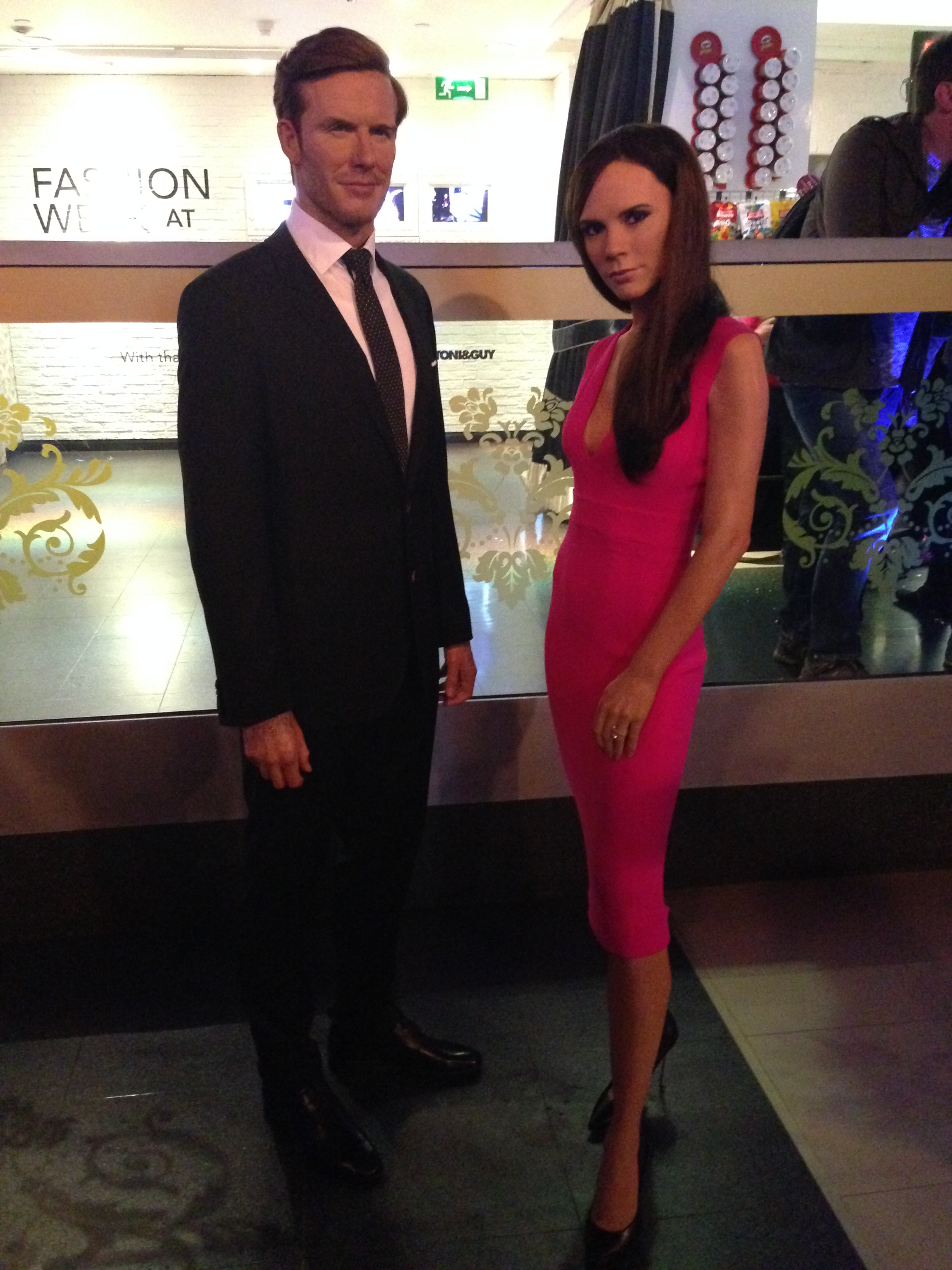
David Beckham, footballeur célèbre, entretient de plus un bon rapport avec les médias et est marié à une autre célébrité, Victoria Beckham (figures de cire du musée Madame Tussauds à Londres).

Les sportifs de haut niveau peuvent devenir des célébrités en raison de la couverture médiatique de leurs exploits ou de leur personnalité hors du commun. Cependant, cette célébrité est étroitement liée à leurs résultats : en cas de mauvaises performances, ils perdent en popularité malgré leur charisme ou d'autres traits remarquables. Les sportifs peuvent devenir célèbres sans devenir des stars, un niveau qui implique que le public les apprécie et reste prêt à aller les voir en compétition, quel que soit l'enjeu du match. Les champions peuvent se démarquer par leurs résultats mais ne pas entretenir de relation avec les médias, n'étant donc connus que pour leurs performances et ne créant pas de lien affectif avec leur public.

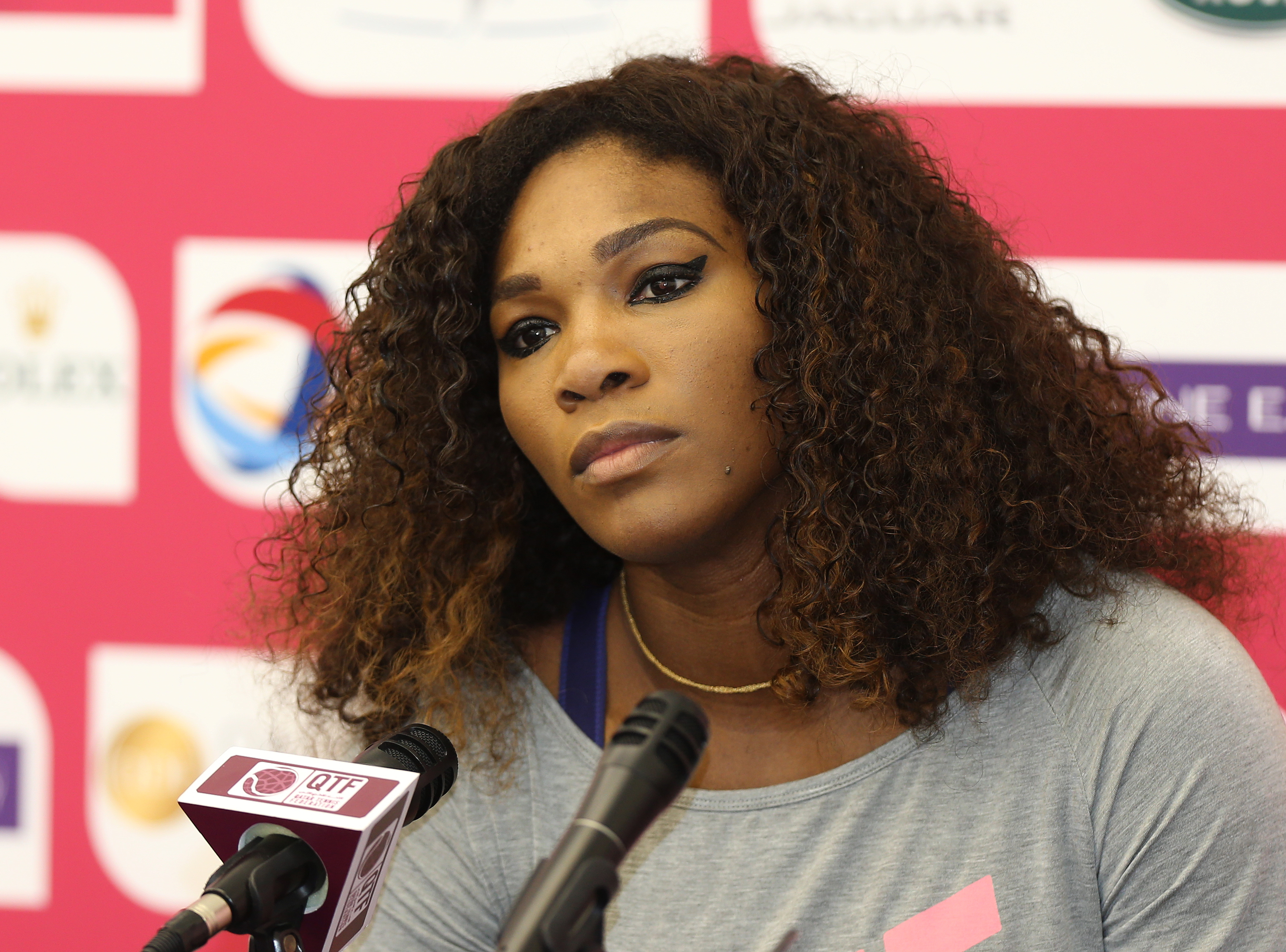
Serena Williams est l'athlète féminine la mieux rémunérée de tous les temps au moment de sa retraite sportive et joue un rôle important dans la visibilité du sport féminin.

La plus grande différence entre les stars sportives et les joueurs de haut niveau classique est que les premières choisissent leur mobilité au lieu de la subir : elles sont rémunérées pour des transferts dont elles négocient le montant. Dans les sports collectifs, l'arrivée d'une personnalité reconnue a des conséquences financières directes pour le club : dans la première saison suivant son arrivée au Paris Saint-Germain Football Club, Lionel Messi fait grimper le chiffre d'affaires du club de 15 à 20 %, et la valeur des Heat de Miami augmente de 17 % à l'arrivée de LeBron James, qui a doublé la fréquentation des matches par rapport à son club précédent. Les sportifs célèbres apportent donc une partie de leur notoriété à leur nouvel employeur.
Il est commun pour des sportifs ou anciens sportifs de haut niveau de faire l'objet de biographies ou de participer à la rédaction de leur autobiographie. La médiatisation reste cependant souvent plus difficile pour les minorités, notamment pour les personnes noires (en dehors de certains sports) et pour les femmes et personnes LGBT.
La célébrité de certains sportifs est souvent considérée par des gouvernements comme un vecteur de démocratisation du sport, encourageant la pratique loisirs. Mais cet effet est contesté par la recherche scientifique.

## Implications politiques

### Sport de haut niveau comme outil géopolitique

#### Image du pays et nationalisme
Le nationalisme sportif est l'expression d'une identité et d'une fierté nationales par le sport.
Dans la deuxième moitié du XXe siècle, plusieurs pays perdant leurs colonies essaient d'y recruter des sportifs et de les naturaliser pour conserver leur niveau sportif,,, voire comme politique d'assimilation. Ces États, face à la décolonisation, doivent souvent limiter leur rôle à celui d'organisateurs, comme la France qui crée la Commission d'aide internationale olympique, antenne du CIO destinée à aider les pays nouvellement indépendants à intégrer le mouvement olympique. Le nationalisme sportif, à son faîte lors de la guerre froide, continue après celle-ci. La montée en puissance des pays périphériques, qui incluent le monde arabe, l'essentiel de l'Afrique et l'Asie du Sud, met en cause des vieilles dominations sportives. C'est notamment le cas avec les athlètes africains et leurs performances en course à pied de demi-fond et de fond, qui n'exigent pas d'infrastructures importantes et s'enracinent dans des traditions locales anciennes. Dans les pays indépendants depuis peu, les résultats sportifs deviennent un enjeu pour se positionner sur la scène internationale.
Aux Jeux olympiques de 2004, 16 pays participants (sur 200) remportent 54 % des médailles, notamment en raison d'une histoire sportive plus marquée et de meilleurs moyens financiers et infrastructures. Plusieurs nations se fixent des objectifs de médailles olympiques, que ces objectifs soient absolus ou se traduisent comme but de classement du pays par rapport à son continent ou au monde entier,. Les moyens mis en œuvre par un pays pour son sport ne dépendent pas tant de son économie que de l'importance des enjeux mis dans les succès de son élite.
Les États-Unis sont considérés soit comme faisant partie du groupe des créateurs des sports organisés, soit comme le pendant occidental de l'approche soviétique pendant la guerre froide. Ils sont accusés dès les années 1930 d'envoyer des professionnels aux Jeux olympiques, mettant les résultats au-dessus de l'importance symbolique du sport amateur. Dans les années 2000, ils se démarquent du reste du monde occidental par la faible implication des pouvoirs publics dans le sport de haut niveau, tandis que la plupart des autres anciens pays du sport organisé investissent largement au niveau gouvernemental.
Le spectacle organisant systématiquement l'identification entre un pays et ses champions, il est parfois considéré comme une source d'embrigadement nationaliste. Les sportifs de haut niveau n'expriment pas forcément par les paroles leur nationalisme. Celui-ci est cependant mis en avant par la couverture médiatique, notamment par des gros plans télévisés lors des hymnes et des remises de médaille ; intégrer une équipe nationale est une reconnaissance. La construction d'une identité nationale canadienne se traduit dès 1961 par un travail des autorités du pays visant à encourager une politique sportive unie, pourtant contredite par le pouvoir croissant de chaque province sur le sujet. Hassan II fait remarquer après la réussite de Saïd Aouita et de Nawal El Moutawakel aux Jeux olympiques d'été de 1984 que « le drapeau a été hissé […] et beaucoup de spectateurs se sont demandé qui est ce Morocco parce qu'ils le ne le connaissent pas. Ces gens-là ont connu plus ce Morocco par Aouita et Nawal que par son roi ». La culture des pays fait émerger des sports nationaux constitués en patrimoine, comme le ski de fond dans les pays nordiques, le hockey sur glace au Canada ou le patinage de vitesse sur piste courte en Corée du Sud,.
Le CIO gère l'introduction de nouveaux sports en fonction de la division internationale établie, par exemple en proposant des sports autochtones locaux en démonstration aux Jeux olympiques ou en ajoutant des sports populaires dans des régions moins riches mais plus peuplées du globe.

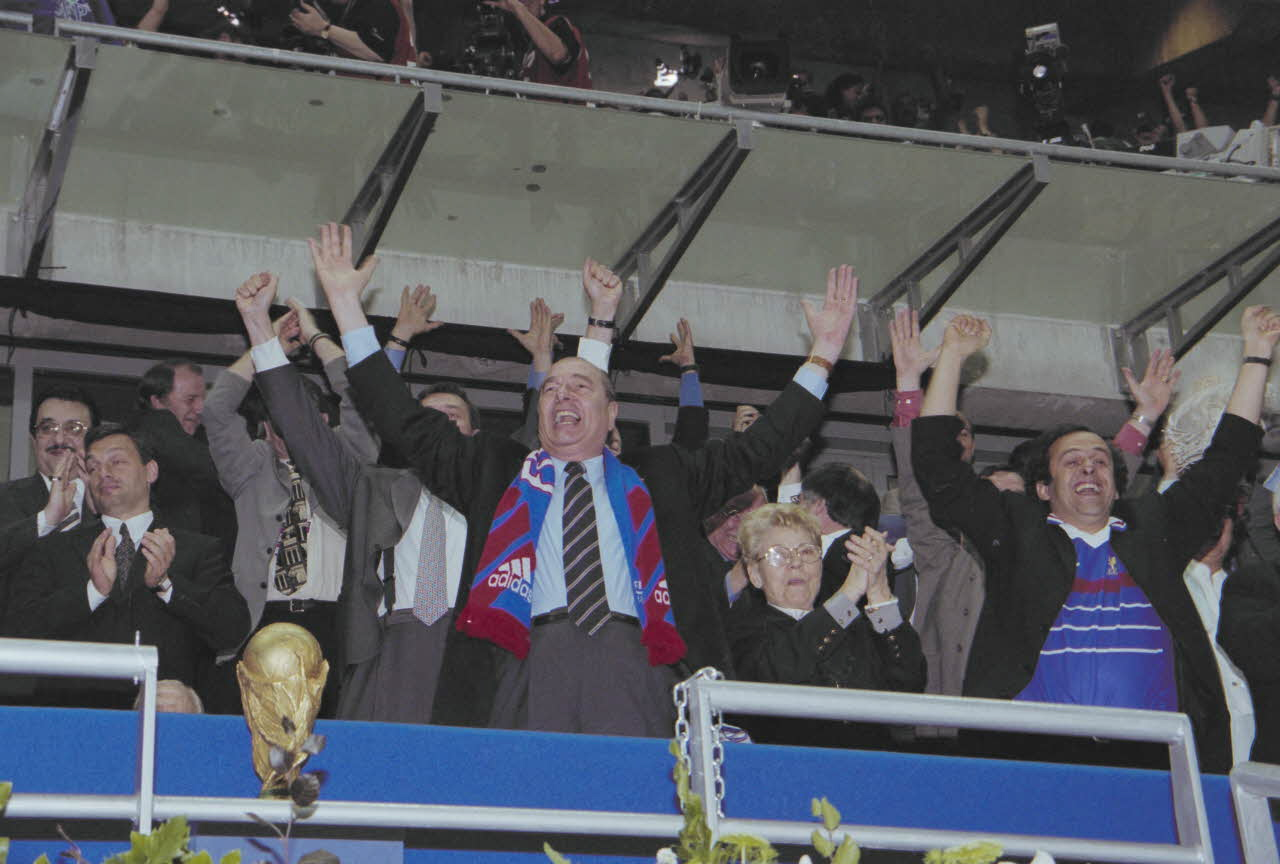
Jacques Chirac et Lionel Jospin voient leur popularité monter en flèche après la victoire de la France à la Coupe du monde de football 1998.

Un bon résultat sportif national peut être instrumentalisé par les personnalités politiques, parfois pour cacher des réformes généralistes impopulaires et parfois pour gagner en popularité à titre personnel. Un cas classique est Jacques Chirac, qui semble bien peu intéressé par le football jusqu'à la Coupe du monde de 1998 mais est omniprésent pendant et gagne 14 points de popularité dans les 2 mois qui suivent la victoire de l'équipe de France,, ou la mise en scène d'Emmanuel Macron pendant la Coupe du monde de football 2022.

#### Expression de valeurs morales

##### Communisme
De la création de l'URSS aux Jeux olympiques d'été de 1980, le bloc soviétique soutient et diffuse un idéal communiste du sport. Le bloc de l'Est n'hésite pas à créer des programmes nationaux de sport de haut niveau, dérogeant aux Jeux olympiques à la valeur du sport amateur.
Cette idéologie est rendue évidente à partir de la Spartakiade de 1928 et oscille entre la dénonciation du sport bourgeois et la construction du modèle du champion sportif qui fait la fierté de son pays. Les sportifs soviétiques de haut niveau, représentant leur pays et l'ensemble du monde socialiste, sont surveillés de près et leurs écarts sont sévèrement sanctionnés. Ainsi, ceux-ci deviennent une ressource géopolitique en soutenant les pays satellites, notamment la République démocratique allemande, en montrant un exemple positif à des pays non-alignés et en battant les sportifs du bloc de l'Ouest. C'est pour cette raison que les pays de l'Est, notamment l'URSS et la RDA, sont pionniers du sport de haut niveau institutionnalisé et dominent les premières grandes compétitions de la guerre froide.

##### Combats pour les droits civiques
Le sport de haut niveau peut également servir de vecteur à des combats pour les droits civiques, comme lors de la tournée mondiale de l'équipe algérienne du Front de libération nationale en 1958, ou de la Coupe du monde de rugby à XV 1995 qui célèbre la fin de l'apartheid en Afrique du Sud, pays organisateur. Le fait de siffler l'hymne national dans des matches internationaux est aussi une façon de militer par le sport.
Dans quelques cas, les sportifs peuvent se mobiliser contre leur gouvernement. C'est notamment le cas des Américains qui mettent le « genou à terre » pendant l'hymne de leur pays pour protester contre les violences policières ou de plusieurs sportifs olympiques biélorusses protestant contre le régime d'Alexandre Loukachenko.

#### Nationalité sportive
La nationalité sportive définit la qualification d'un individu dans les compétitions internationales. Elle peut différer de la nationalité administrative. Les bi-nationaux doivent donc choisir, à un certain niveau de compétition, leur nationalité sportive. Ces règles dépendent de chaque fédération sportive internationale.
Il est relativement commun pour des sportifs de se tourner vers des pays où leur sport est doté de meilleurs moyens : l'Italie prend par exemple des joueurs de haut niveau de volley-ball, tandis que des rugbymen de petits pays océaniens jouent plus souvent dans des équipes de pays plus grands comme l'Australie. De nombreux sports requièrent de moins en moins une nationalité pour appartenir à une équipe nationale, au point que certains souhaitent supprimer les championnats par pays pour les transformer en ligues de plusieurs pays ou clubs. La valorisation du pays n'est donc plus tant faite sur sa formation des futurs champions que sur sa capacité à attirer les nouveaux talents. Les enjeux de salaire des sportifs professionnels devient alors un outil pour conserver les élites dans le pays.

### Enjeux socio-politiques

#### Méritocratie
Le sport de haut niveau est parfois cité comme un exemple de pratique libre et démocratique, où ce sont les meilleurs qui gagnent et non les plus favorisés. Le sport amateur de haut niveau voit pourtant ses champions venir le plus souvent de familles aisées et éduquées.
L'idéal méritocratique veut que le don sportif soit réparti au hasard et souhaite une intégration par le sport qui fait l'objet de politiques publiques et de recherche sociologique. L'intégration par le sport se fait aussi par la figure des « grands frères entraîneurs » en France dans les années 1990. En France, l'équipe « Black Blanc Beur » qui gagne la Coupe du monde de football 1998 est saisie par les pouvoirs publics comme un symbole de la France plurielle, tout comme celles de 1958 et de 1984 comme exemple d'intégration au-delà des classes sociales : l'équipe nationale de football sert ainsi à raconter un récit national, comme dans beaucoup de pays lorsqu'un succès sportif advient.

#### Racisme
Dans l'univers où le don est important et le corps essentiel, la naturalisation, voire l'essentialisation des compétences, sont répandues. Avec la forte médiatisation des sports auprès de toutes les classes sociales, cela crée un terrain propice aux discours racialisants, notamment après l'essor des Afro-Américains en boxe et en athlétisme au début des années 1900 dans un monde occidental encore convaincu de la supériorité des Blancs. Aux États-Unis, le boxeur Jack Johnson, noir et champion du monde en 1908, est arrêté en 1915 pour avoir eu une relation avec une femme blanche. Il fuit le pays et perd son titre. De 1915 à 1937, aucun boxeur noir ne devient champion du monde des poids lourds, un constat expliqué principalement par des obstructions légales. Ce recul de l'intégration raciale dans le sport dans les années 1920 s'applique dans toutes les disciplines aux États-Unis, pour des raisons économiques et en raison de l'augmentation des tensions raciales dans les métropoles du nord du pays.
Après les Jeux olympiques d'été de 1936 et les nombreuses médailles obtenues par des Afro-Américains, le discours change brusquement pour supposer une supériorité physique noire : il s'agit alors de disqualifier les succès des athlètes noirs en les imputant à des qualités naturelles, afin de conserver les hiérarchies coloniales. En France, dès 1937, la Fédération française d'athlétisme et le journal L'Auto envoient une mission de prospection en Afrique-Occidentale française pour trouver des athlètes dits « naturels » susceptibles de représenter la France aux Jeux olympiques. La mission s'achève le 5 janvier 1938 par un échec.
Encore au XXIe siècle, la tendance dans la presse sportive reste de louer la force naturelle des athlètes non blancs et l'intelligence et la tactique des athlètes blancs, leur attribuant un mérite différent pour un même exploit. Les sportifs noirs sont souvent présentés comme naïfs ou de grands enfants et comme naturellement doués ; les pratiques culturelles, par exemple celles des Kalendjins au Kenya, ne sont pas vues comme aussi légitimes que l'entraînement codifié occidental. Les métaphores employées relèvent plus souvent de la technologie pour les athlètes blancs (Christophe Lemaitre comparé à une fusée) et du monde animalier pour les athlètes noirs (« l'instinct du prédateur » du « vieux lion » Dwain Chambers par exemple).
La surreprésentation des sportifs noirs dans le sport de haut niveau, mais pas dans les métiers d'encadrement, vient en partie du fait que les carrières sportives sont risquées et attirent massivement les jeunes d'origine populaire, plus susceptibles d'être issus de minorités ethniques.

#### Effet de ruissellement
Les gouvernements citent souvent, pour justifier leurs dépenses, l'intérêt du sport de haut niveau pour promouvoir l'activité physique dans la population par un effet de ruissellement,. Cet effet sur la population générale est présenté comme l'objectif principal recherché des Britanniques à l'occasion de l'organisation des Jeux olympiques d'été de 2012.
Si un pays a des bons athlètes dans une discipline, il est possible qu'un effet d'entraînement rende la discipline plus populaire en loisir et auprès du grand public,. C'est par exemple le cas dans les années 1968 en Asie avec la naissance des clubs mama-san, qui sont des clubs de femmes de plus de 40 ans jouant en compétition au volleyball, inspirée par l'équipe nationale japonaise des « sorcières de l'Orient ».
Il est néanmoins commun que ces résultats compétitifs proviennent de moyens mis sur la compétition au détriment du sport de masse ; il n'y a donc pas de lien de causalité évident entre résultats d'élite et pratique de masse,.

### Eugénisme
Avant les années 1930, les personnes choisies pour représenter un pays le sont plus souvent pour leur hérédité supposée de traits nobles que par leurs performances récentes. Cela s'atténue avec la rationalisation du concept de performance sportive, surtout à partir des années 1950.
Les sportifs de haut niveau sont souvent enfants d'autres sportifs, que ce soit dans la même discipline ou dans une autre. Cela est dû à des facteurs culturels et génétiques,, les fils de sportifs commençant très tôt leur pratique et ayant des mentors pendant toute leur carrière, en plus d'avoir moins de difficulté à obtenir des sponsors. Une importante partie de la performance physique vient des capacités naturelles du corps, qui ne peuvent pas être créées uniquement par la force de l'entraînement, mais ne sont pas forcément héritées non plus,.
Certaines expériences peuvent s'appuyer sur une supposée supériorité d'une ethnicité ou d'un trait génétique pour chercher à « fabriquer » des sportifs de haut niveau. En Chine, un programme est lancé en ce sens : Yao Zhiyuan est envoyé en club de basket seulement en raison de la taille de son père, puis marié à la basketteuse Fang Fengdi, et ensemble ils ont un enfant, Yao Ming, dont les entraîneurs affirment qu'il était « attendu » depuis ces trois générations,. En 2018, le ministère des Sports chinois affirme vouloir étudier l'ADN de ses athlètes à succès pour identifier des gènes communs qui aideraient à détecter les futurs talents. La même année, l'Agence mondiale antidopage interdit officiellement toute forme de modification génétique.

#### En français
- Sébastien Fleuriel (préf. Daniel Costantini), Le sport de haut niveau en France : Sociologie d'une catégorie de pensée, Grenoble, Presses universitaires de Grenoble, 2013 (ISBN 978-2-7061-1212-6, OCLC 56489447, lire en ligne). .
- Pascal Duret, Sociologie du sport, Presses universitaires de France, 2015, 125 p. (ISBN 978-2-13-063254-2). .
- Lucie Forté, Devenir athlète de haut niveau : Une approche sociologique de la formation et du développement de l'excellence sportive, Éditions L'Harmattan, 19 mars 2020, 284 p. (ISBN 978-2-343-18667-2)..

#### En anglais
- (en) Rob Beamish et Ian Ritchie (préf. Jennifer Hargreaves et Ian McDonald), Fastest, highest, strongest : A critique of high-performance sport, Routledge et université de Brighton, 2006 (ISBN 978-0-415-77042-2, lire en ligne). .
- (en) Nils Asle Bergsgard, Barrie Houlihan, Per Mangset, Nødland Svein Ingve et Rommetvedt Hilmar, Sport Policy, Butterworth-Heinemann, 4 novembre 2009, 152–199 p. (ISBN 9781136364686, lire en ligne), « High performance sport ».
- (en) Popi Sotiriadou et Veerle De Bosscher, Managing High Performance Sport, Routledge, 2013, 354 p. (ISBN 9780415671958, lire en ligne).

### Documentaires
- Sport, le revers de la médaille, de Xavier Deleu et Yonathan Kellerman. Arte France, 2014.